# Dynastia Qing
Dynastia Qing (mandż. , Daicing gurun), oficjalnie Wielki Qing – ostatnia dynastia cesarska Chin, panująca w latach 1636–1912, nazywana też dynastią mandżurską, bowiem wywodziła się z mandżurskiego klanu Aisin Gioro.

## Mandżurowie, podbój Chin i ustanowienie dynastii Qing

### Mandżurowie i ustanowienie dynastii Qing

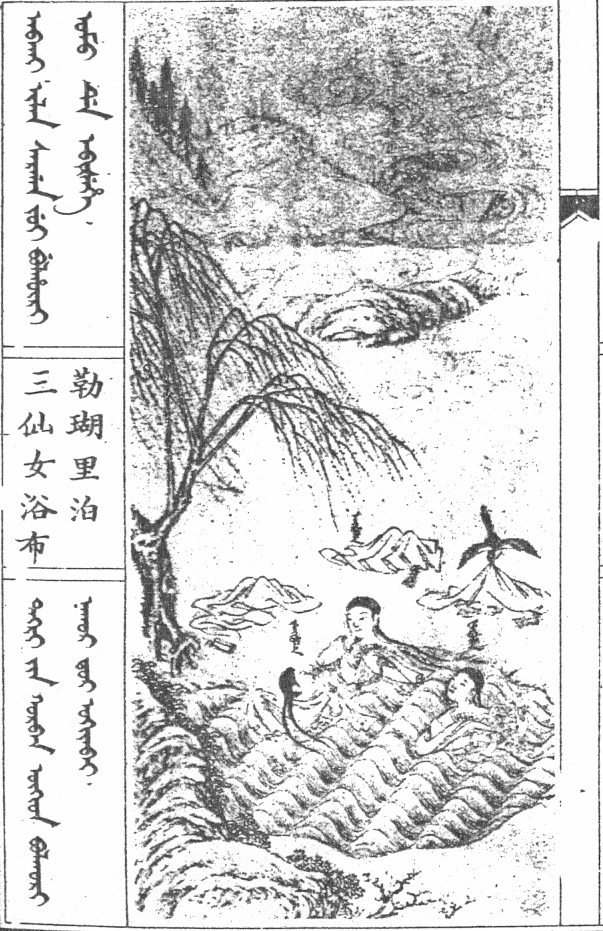
Trzy boskie siostry kąpią się w jeziorze. Ptak kładzie owoc boga nieba na ubraniu Fekulen. Rysunek z pierwszej połowy XVII wieku ilustrujący legendę o początkach dynastii Qing. Manzhou shilu – dokumenty z czasów panowania Nurchaczego. Ilustracja została opatrzona podpisami w językach chińskim, mongolskim i mandżurskim

Dynastia Qing została ustanowiona w wyniku podboju Chin przez Mandżurów, którzy zamieszkiwali tereny północno-zachodniego pogranicza cesarstwa Ming (później nazwane Mandżurią). To kim byli Mandżurowie pozostaje jednak przedmiotem kontrowersji. Zgodnie z tradycyjną, nacjonalistyczną interpretacją chińską, Mandżurowie byli „barbarzyńskim” ludem, kulturalnie upośledzonym w stosunku do Chińczyków, który po podboju Chin zdecydował się nimi rządzić zgodnie z zasadami konfucjanizmu, co jednak nieuchronnie doprowadziło do jego sinizacji. Ta historiografia została zakwestionowana w latach 80. XX wieku pod wpływem ówczesnego kulturoznawstwa, które podważyło esencjalistyczne rozumienie pojęcie rasy, traktując je jako twór specyficznych historycznych sytuacji i socjopolitycznego procesu negocjacji.
Zgodnie z nowym ujęciem Mandżurowie byli nie tyle narodem, co wieloetniczną organizacją stworzoną przez przywódców dżurdżeńskiego klanu Aisin Gioro w celu podboju Chin. Ci przywódcy to kolejno Nurhaczy (zm. 1626), Hong Taiji (zm. 1643) i Dorgon (zm. 1650). W 1599 Nurhaczy zaaranżował przedsięwzięcie adaptacji pisma mongolskiego do zapisywania języka dżurdżeńskiego i w ten sposób powstało pismo i język mandżurski. W 1615 powołał on organizację chorągwi, które były jednocześnie jednostkami wojskowymi, jak i ekonomicznymi, co wiązało się z faktem, że obejmowały nie tylko wojowników, ale również ich rodziny. Podobnie do mameluków na Bliskim Wschodzie, wszyscy członkowie chorągwi byli prawnie niewolnikami klanu Aisin Gioro. Członkowie chorągwi od początku wywodzili się z wielu różnych ludów (w 1648 Chińczycy Han stanowili ponad 70% członków chorągwi, Dżurdżeni około 16%, natomiast Mongołowie około 8%), ale uważani byli za „Mandżurów”, który to termin był synonimem określenia „ludzie chorągwi” We współczesnej nauce przeważa pogląd, że słowo „Mandżur” to neologizm posiadający etymologię tunguską: rdzeń ma- (silny, wspaniały) został tu połączony z sufiksem -ju (możesz być).

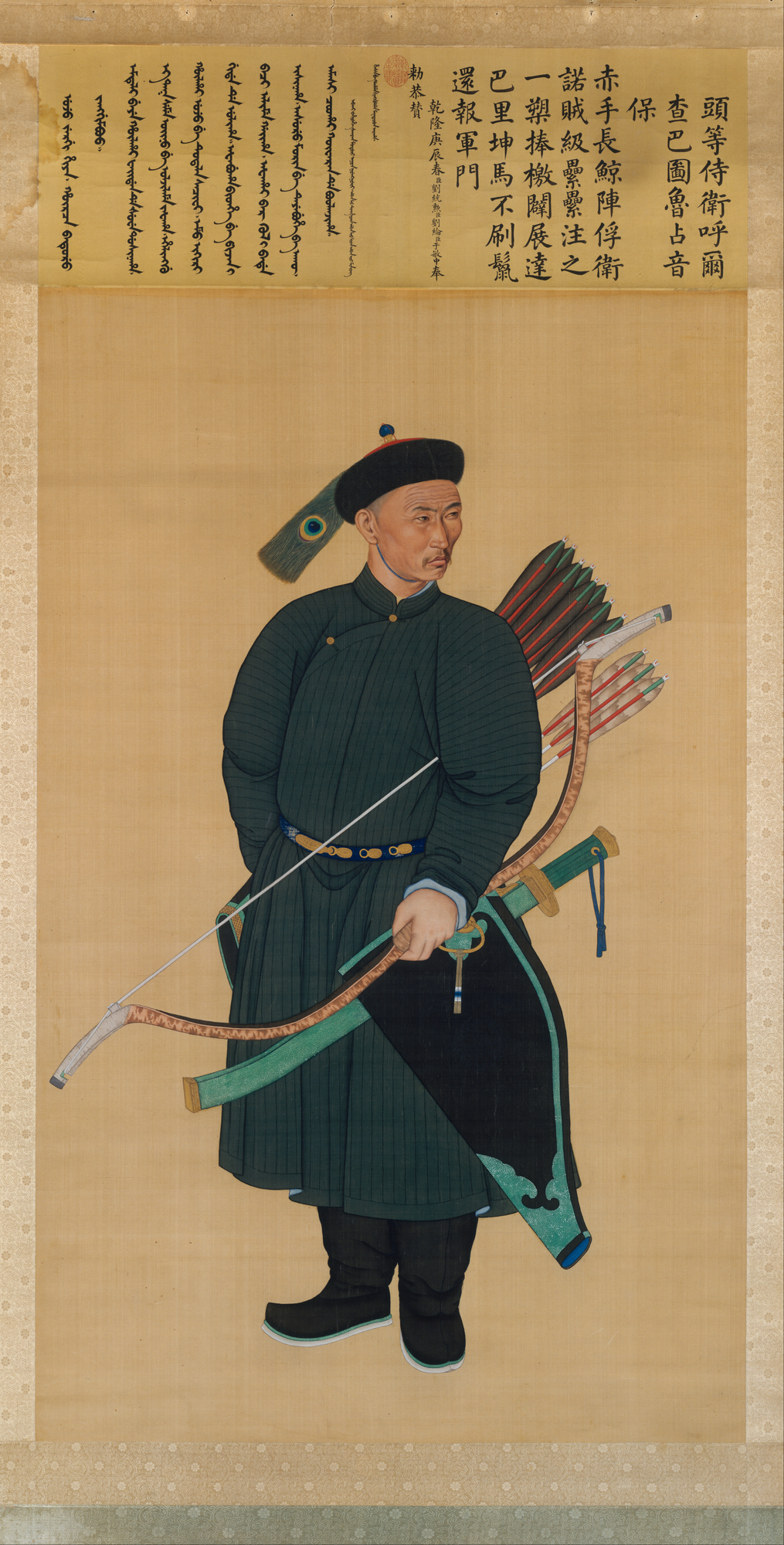
Portret cesarskiego gwardzisty, Chiny, 1760. Metropolitan Museum of Art

Władcy Qing uznali za użyteczne przypisanie członkom chorągwi nowej tożsamości narodowej, dlatego nazwali ich Mandżurami. Członkowie chorągwi byli bardzo przywiązani do swojego niewolnictwa, które pojmowali jako „znak własnego znaczenia dla dworu i bliskości z nim, a to pociągało za sobą najwyższy stopień lojalności”. Od pozostałych mieszkańców cesarstwa oddzielał ich zakaz zawierania mieszanych małżeństw, przy czym przykład dawali sami władcy, których żonami i konkubinami były jedynie kobiety z chorągwi. Mandżurowie nie mogli trudnić się handlem ani pracować, ponadto w odróżnieniu od Chińczyków ich kobiety nie krępowały stóp. Członkiem chorągwi zostawało się w momencie narodzin z aranżowanego pomiędzy klanami małżeństwa. Mandżurowie tworzyli więc zamkniętą, dziedziczną, niewolniczą organizację wojskową, której właścicielem był klan Aisin Gioro. Organizacją dowodzili wodzowie klanu, czyli władcy z dynastii Qing. W skład chorągwi wchodzili oficerowie i żołnierze, panowie i słudzy, mężczyźni i kobiety, młodzi i starzy – z klanów chińskich, dżurdżeńskich, mongolskich, koreańskich i tunguskich. Dlatego członkowie organizacji nazywali samych siebie najczęściej „ludźmi chorągwi” (旗人; qiren), a nie Mandżurami. Od członków chorągwi wymagano znajomości języka mandżurskiego, w którym naradzano się i wydawano komendy wojskowe.
XV i XVI wiek to okres ciągłego ekonomicznego i demograficznego rozwoju dżurdżeńskich plemion południowej Mandżurii, napędzanego wzrostem produkcji rolnej. Stopniowo coraz większe znaczenie zyskiwał również lukratywny handel z Chinami, obejmujący takie produkty jak futra, perły i żeń-szeń (to ten ostatni towar przechylił bilans handlu z Chinami zdecydowanie na korzyść Dżurdżenów, zaś srebro uzyskiwane z jego sprzedaży pozwoliło na budowę mandżurskiej armii). Początkowo Nurhaczy był przywódcą jednego z wielu dżurdżeńskich plemion, które uznawały zwierzchność dynastii Ming. Na przełomie XVI i XVII wieku na drodze podboju i dyplomacji zbudował system sojuszy, który dał początek znaczącej konfederacji. Chcąc nadać jej bardziej trwałą formę, przystąpił do opisanych powżej instytucjonalnych reform, które położyły podwaliny pod powstanie narodu Mandżurów. Zbudowana przez niego organizacja militarna była armią nowego wzoru. Nurhaczy energicznie rekrutował chińskich wojskowych, którzy służyli mu jako doradcy i dowódcy. W rezultacie jego chorągwie łączyły zdolności bojowe mongolskiej i dżurdżeńskiej jazdy z chińskimi umiejętnościami w zakresie inżynierii wojskowej oraz użycia łuków i broni palnej przez piechotę. Należący do chorągwi Chińczycy nauczyli się również od Portugalczyków sztuki odlewania i używania armat.

Północna Azja w 1636

W 1616 Nurhaczy ogłosił się władcą Późniejszego Jin, tym samym uznając się za kontynuatora dżurdżeńskiego państwa Jin, które podbiło północne Chiny w XII wieku. Jednak to dopiero jego następca, Hong Taiji (1626–1643), na dotychczasową feudalną organizację nałożył nową biurokratyczną strukturę i przestał być pierwszym wśród równych mu mandżurskich książąt, stając się jedynym wśród nich cesarzem, rządzącym za pośrednictwem rekrutujących się spośród członków chorągwi urzędników. Rekrutowani przez niego Chińczycy zaczęli tworzyć swoisty cesarski gabinet cieni, z Wielkim Sekretariatem i Sześcioma Ministerstwami, ściśle naśladujący rząd Mingów. Było to jawne wyzwanie w stosunku do chińskiego cesarza, który nagle zauważył, iż na północnym zachodzie zamiast szeregu uznających jego zwierzchność plemion pojawił się pretendujący do równego z nim statusu konkurent w walce o władzę.
Przyjęcie modelu chińskiego cesarstwa było oczywistym krokiem w stronę sinizacji Mandżurów, których w związku z tym dawna historiografia ujmowała jako kolejnych barbarzyńskich zdobywców Chin, adaptujących chiński sposób rządzenia i legitymizacji władzy, by w rezultacie stać się cywilizowanymi Chińczykami. Jak jednak miała pokazać późniejsza historia dynastii Qing, nic tak definitywnego nigdy się nie stało. Władcy Qing odgrywali wiele ról i rządzili podporządkowanymi sobie ludami (Dżurdżenami, Mongołami, Tybetańczykami czy Chińczykami) jednocześnie na wiele różnych sposobów. Dla Chińczyków byli Synami Nieba, dla Mongołów Wielkimi Chanami, dla Tybetańczyków Czakrawartinami, itd. Cesarstwo Qing miało stać się różnorodnym, wieloetnicznym i domyślnie uniwersalnym imperium, bardzo odmiennym od poprzedzających je chińskich dynastii.
W walki jakie prowadził Nurhaczy w celu zjednoczenia wokół siebie Dżurdżenów bardzo wcześnie zaangażowały się plemiona sąsiednich Mongołów. Zwycięstwa Nurhaczego sprawiły, że w 1606/7 Chałchasi zawarli z nim dyplomatyczne porozumienie, nadając mu tytuł chana. Głębsze zaangażowanie Mandżurów w sprawy mongolskie w latach 20. XVII wieku wiązało się z działaniami przywódcy Czaharów Ligdan-chana (1604-1634), który próbował podporządkować sobie pozostałych Mongołów. Przeciwdziałając jego planom restauracji mongolskiego imperium Mandżurowie przeciągnęli na swoją stronę wielu mongolskich arystokratów i w 1634 pokonali i zabili Ligdan-chana. Wcieleni w szeregi mandżurskiej armii Mongołowie zostali zorganizowani w osiem chorągwi, paralelnych w stosunku do oryginalnych ośmiu chorągwi mandżurskich, zaś terytorium południowej Mongolii zostało podzielone na 49 chorągwi, „których nazwy są ciągle widoczne na obecnych mapach Mongolli Wewnętrznej”.

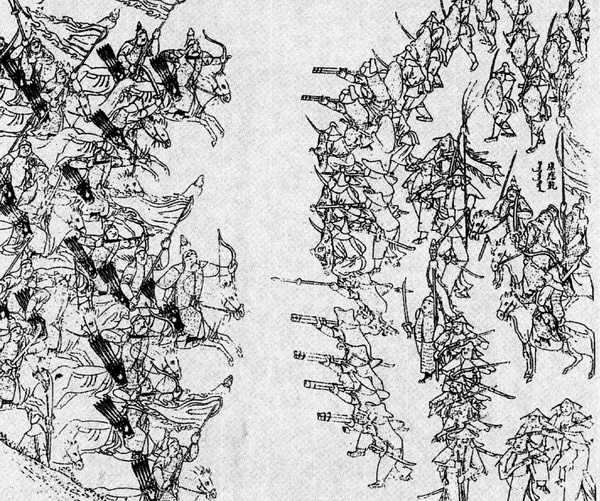
Jazda chorągwi Nurchaczego szarżuje na chińską piechotę Ming uzbrojoną w muszkiety. Rysunek z 1635 roku przedstawiający Bitwa pod Sarhu (1619). Manzhou shilu – dokumenty z czasów panowania Nurchaczego

W tym samym czasie zwycięstwa Nurhaczego nad siłami cesarstwa Ming pozwoliły mu w 1621 zająć chiński region Liaodong i nową stolicą jego państwa został Liaoyang. W 1625 roku stolica została ponownie przeniesiona, tym razem do Shenyangu, przemianowanego na Mukden (rozkwit). W 1629 Hong Taiji po raz pierwszy zdecydował się skierować swoje chorągwie bezpośrednio przeciwko Chinom. Sforsował obwarowania wielkiego muru i zdobył cztery miasta centralnej równiny: Luanzhou, Qian’an, Zunhua i Yongping. Dwa lata później Mandżurowie zdobyli strategicznie położone niedaleko wybrzeża Dalinghe (współczesne Linghai). W 1636 w jawnym akcie prowokacji Hong Taiji zmienił nazwę dynastii na Qing – dla każdej osoby zapoznanej z chińskim systemem pięciu żywiołów było oczywiste, że Qing, czyli woda, nieuchronnie zgasi ogień, czyli Ming.
Jednak Hong Taiji nie zdołał spełnić swoich zapowiedzi. Na przełomie lat 30. i 40. XVII wieku jego poddani ucierpieli z powodu złych zbiorów, co znacznie osłabiło państwo Qing. Natomiast chorągwie poczyniły niewielkie postępy w walce z chińskim generałem Wu Sangui, którego siły strzegły przejścia przez przełęcz Shanhai, ostatniej przeszkody przed podejściem pod Pekin. Wśród przyzwyczajonych do ciągłych sukcesów Mandżurów morale spadło dramatycznie. Hong Taiji zmarł we wrześniu 1643 roku. Następcą został jego pięcioletni syn Fulin (cesarz Shunzhi 1643–1661), a regentem brat Hong Taiji, Dorgon.

### Mandżurski podbój Chin

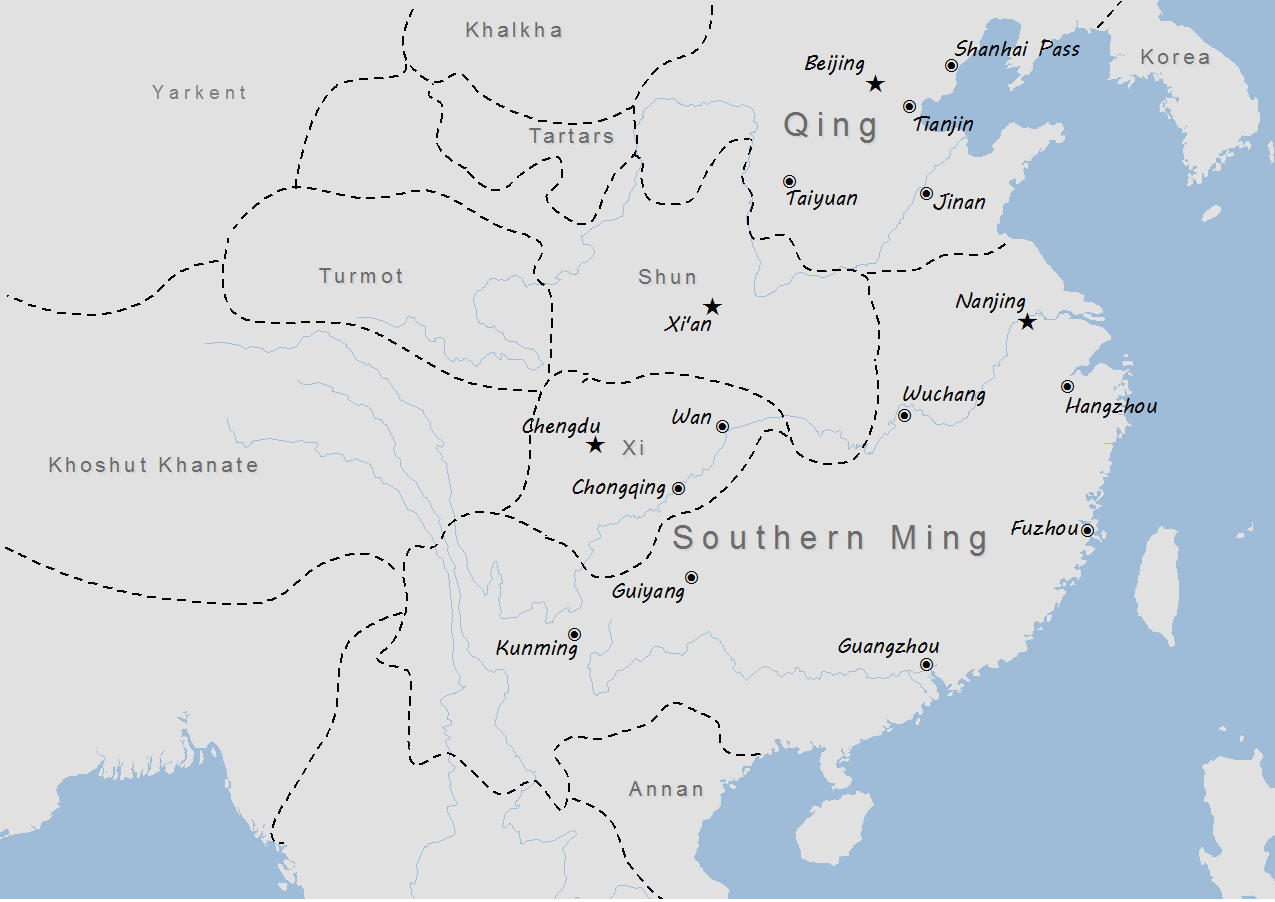
Chiny w początkach panowania dynastii Qing – zaznaczono terytoria zajmowane przez chłopskich buntowników, Li Zichenga (zm. 1645) i Zhang Xianzhong (zm. 1647) oraz pretendentów do tronu z Południowa dynastia Ming

W czasie poprzedniej dekady Chińczycy zostali dotknięci przez takie klęski jak głód, epidemia czy powódź w stopniu znacznie większym niż Mandżurowie. Nie mogąc się doczekać pomocy ze strony państwa zdesperowani chłopi przeistoczyli się w buntowników. Najważniejszy z przywódców rebeliantów, Li Zicheng, w 1644 zdobył Pekin i po śmierci ostatniego władcy dynastii Ming ogłosił się cesarzem nowej dynastii Shun. Przerażony brutalnością buntowników, którzy splądrowali stolicę i wymordowali tysiące jej mieszkańców, Wu Sangui zaprosił Mandżurów do pomocy w tłumieniu powstania. Połączone siły armii Dorgona i dawnych żołnierzy dynastii Ming pokonały rebeliantów i 5 czerwca Mandżurowie wkroczyli do zrujnowanego Pekinu.
Przejęcie przez Qing kontroli nad północnymi Chinami w 1644 było niemal bezkrwawe. Lokalne elity z reguły bez oporu zaakceptowały administratorów powiatów przysłanych przez nową dynastię, preferując ich w stosunku do reżimu chłopskich buntowników. Ośmielony tym szybkim sukcesem na początku 1645 Dorgon wydał cesarski edykt nakazujący wszystkim mężczyznom, poddanym Qing, ogolić przód głowy na wzór Mandżurów, a resztę włosów związać w warkocz. Ta fryzura (w chińskim nazywana bianzi) miała pozostać oznaką podporządkowania Mandżurom przez cały okres panowania dynastii, jednak nie przewidzieli oni jakie oburzenie wywoła ich żądanie wśród Chińczyków, którzy uważali swoją tradycyjną fryzurę nie tylko za odzwierciedlenie ich tożsamości kulturowej, ale co ważniejsze, uznawali golenie głów za naruszenie obowiązku synowskiego wobec rodziców, którzy przekazali im swoje ciała. 
Na wyżynach środkowych Chin lokalne elity, które wcześniej zaakceptowały pojawienie się administracji Qing, odpowiedziały na edykt buntem. Wycofały się do położonych wysoko w górach twierdz, gdzie broniły się, często do ostatniego żołnierza, przez kolejne pięć lub sześć lat. Chiński generał Shi Kefa zdecydował się bronić położonego w delcie Jangcy Yangzhou. Po jego zdobyciu w maju 1645 większość jego ludności została celowo wymordowana, co miało być ostrzeżeniem dla sąsiednich obszarów. Pomimo to lokalne elity w delcie Jangcy zdecydowały się powstać przeciwko swoim niedawnym zdobywcom i wściekli generałowie Mandżurów zarządzili masakrę ponad 200 tys. ludzi w siedzibie powiatu Jiading i jeszcze większej liczby w Jiangyin. Zbiorowa pamięć tych okrucieństw, szczególnie tego w Yangzhou, którego opis sporządzony przez naocznego świadka, Wang Xiuchu, krążył w podziemiu przez stulecia, miała odtąd już zawsze prześladować Qingów.
Większość Chin została podbita przez Mandżurów w 1645, głównie z pomocą chińskich generałów i oddziałów, które przyłączyły się do zdobywców podczas lub wkrótce po podboju. Pomimo to licząc od momentu zajęcia Pekinu Mandżurom zajęło niemal czterdzieści lat wyeliminowanie wszystkich konkurentów do władzy, przy czym przez większość tego okresu wcale nie było oczywiste, że to Qingowie wygrają. Początkowo ich najważniejszym przeciwnikiem była tzw. Południowa dynastia Ming, mająca swoje korzenie w mingowskiej praktyce nadawania książętom dynastii lenn w różnych częściach cesarstwa. W związku z powyższym po śmierci Chongzhena pojawiło się szereg kandydatów do objęcia po nim sukcesji, ale też nieuchronnie wybuchł pomiędzy nimi konflikt, trzeba bowiem było rozstrzygnąć kto ma być właściwym celem starań lojalistów.
W czerwcu 1644 książę Fu obwołał się cesarzem w Nankinie, jednak panował zaledwie rok, po czym został ujęty i zabity przez siły Qingów. Następnie „jeden książę po drugim – z reguły kilku jednocześnie – zgłaszało swoje pretensje do tronu, wędrując po kraju w poszukiwaniu schronienia i poparcia wśród różnych paramilitarnych organizacji ruchu oporu lub włodarzy górskich fortec”. Ostatni z nich, książę Yongming, w 1646 proklamował się cesarzem Yongli, by następnie przez kolejne dwanaście lat przemykać przez Guangdong, Guangxi, południowy Hunan i Junnan, zaś na koniec uciec do Mjanmy. To tam został pojmany przez Wu Sangui i po tym jak w maju 1662 dokonano na nim egzekucji Mingowie zostali ostatecznie wytępieni.

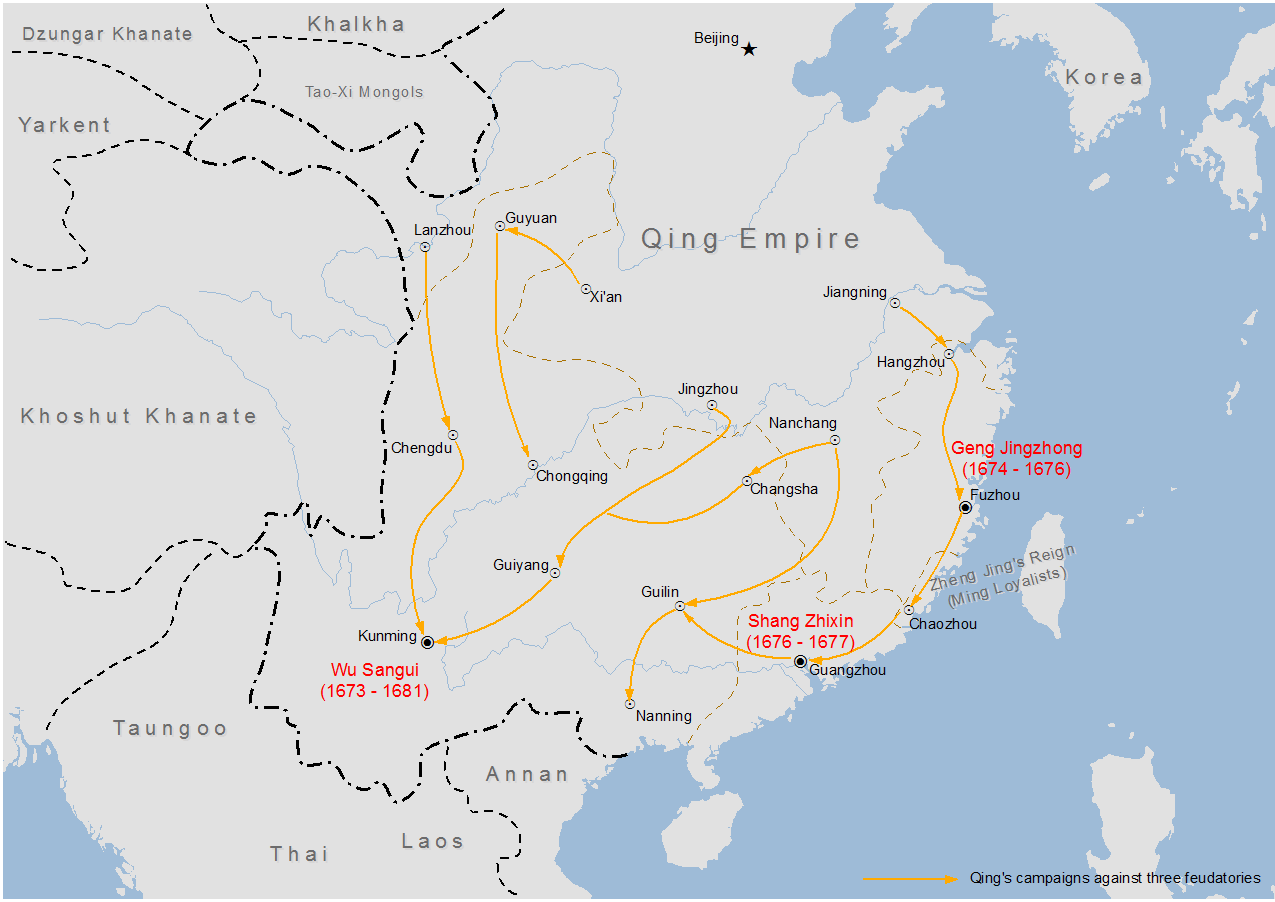
Działania Qingów w trakcie tzw. „Rebelia trzech lenników” (1673–1681)

Znacznie poważniejszym zagrożeniem dla panowania Qingów okazała się rebelia Wu Sangui. Za swoje zasługi dla nowej dynastii otrzymał on lenno w Junnanie, tak samo jak dwóch innych generałów dynastii Ming, którzy przeszli na stronę Mandżurów – Shang Kexi w Guangdongu i Geng Jingzhong w Fujian. Na początku lat 70. XVII wieku cesarz Kangxi (1661–1722) zaczął naciskać na zniesienie tych lenn, tak by stała się możliwa pełna integracja chińskiego południa z systemem administracyjnym cesarstwa Qing. W tej sytuacji pod koniec 1673 władcy trzech lenn wypowiedzieli posłuszeństwo dynastii Qing, zaś Wu Sangui proklamował własną dynastię Zhou. Rebelia objęła większość południowych prowincji. W odpowiedzi na ofensywę Wu Kangxi poprowadził swoją armię w kierunku Jiangxi, by odciąć go od pozostałych dwóch lenników i odbić Yuezhou, jego najbardziej na północ wysuniętą twierdzę. Ten cel udało mu się osiągnąć w 1679, po pięciu latach zaciętych walk. To zwycięstwo przeważyło szalę w „dynastycznej walce na śmierć i życie” i w ciągu dwóch lat bunt upadł.

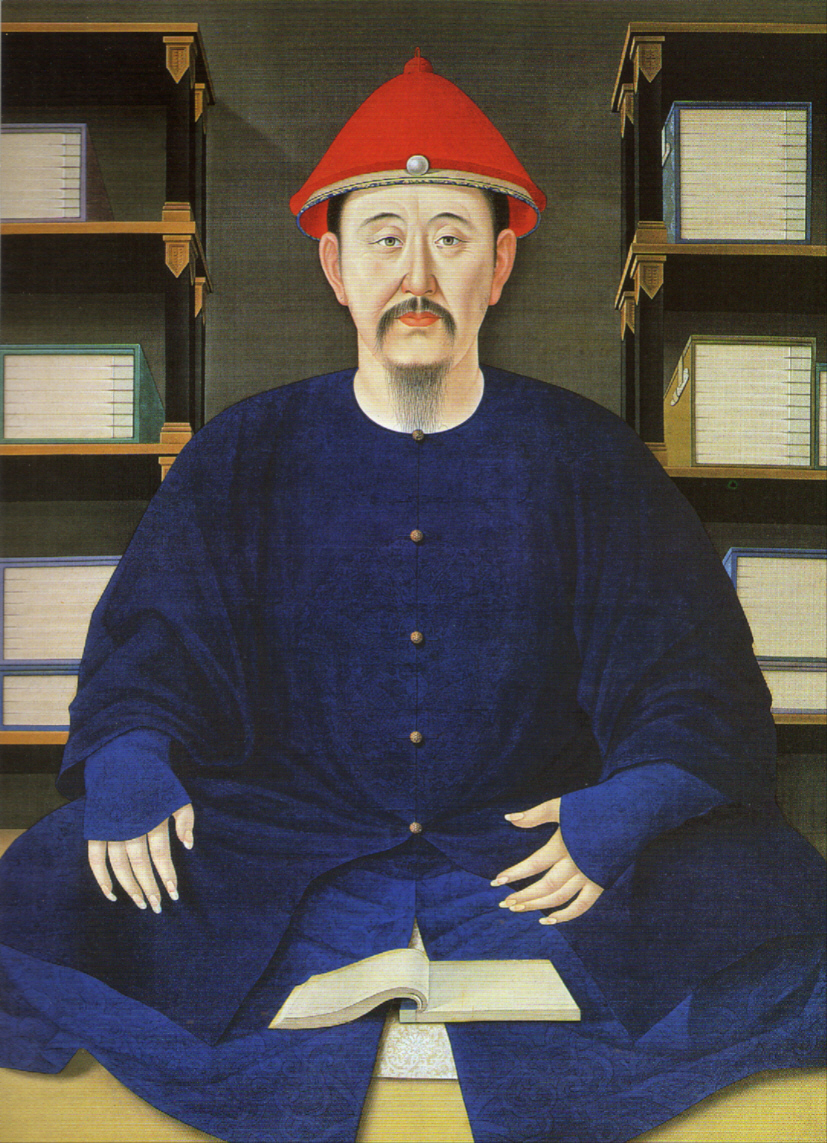
Anonimowy portret cesarza Kangxi. Muzeum Pałacowe

Najdłuższy opór zdobywcom z północy stawiało morskie imperium kontrolowane przez trzy pokolenia kupieckiej rodziny Zheng z Fujianu. Jego twórcą był Zheng Zhilong, który w 1628 z dowódcy pirackiej floty z bazą w Xiamen przedzierzgnął się w cesarskiego admirała, co nie przeszkodziło mu później współdziałać z Qingami. Ci jednak obawiali się jego potęgi i w 1646 wykorzystując zdobyte zaufanie ujęli go i przewieźli do Pekinu, gdzie żył jako zakładnik przez następne piętnaście lat. Jego syn, Zheng Chenggong, zbiurokratyzował organizację, dzieląc ją na pięć lądowych i pięć morskich kompanii nadzorowanych przez centralne ministerstwa i jako niekwestionowany władca Morza Wschodniochińskiego kontrolował zamorski handel Chin. Działając w imieniu cesarza Yongli w 1658 zdobył Zhenjiang, po czym 9 września 1659 zaatakował Nankin, został jednak odparty. Bojąc się odwetu Mandżurów w 1662 przeniósł swoją bazę na Tajwan, skąd wyparł Holendrów. Założone przez niego na tej wyspie Królestwo Dongning istniało aż do 1683, kiedy to po upadku rebelii trzech lenników zostało zajęte w wyniku zmasowanej inwazji sił Kangxi. W ten sposób Qingowie ostatecznie stali się niekwestionowanymi władcami całych Chin.

## Wiek pomyślności

### Administracja i gentry

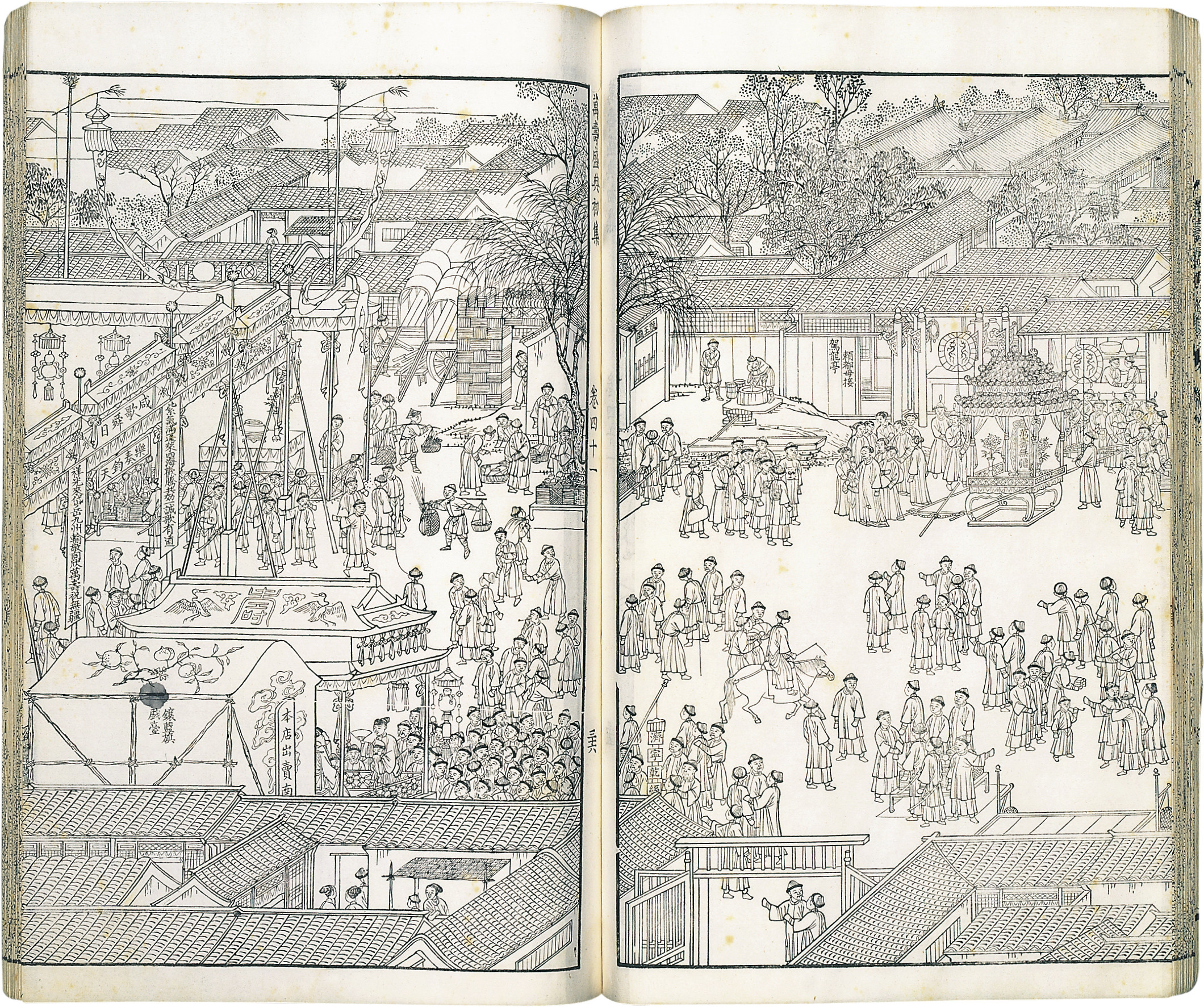
Świętowanie jubileuszu cesarza Kangxi przedstawione w Pierwszym Zbiorze Ilustracji Wielkiej Ceremonii Świętującej Długowieczność, 1716/1717. Bibliothèque nationale

Chiński długi wiek XVIII, który rozpoczął się wraz z ustabilizowaniem władzy Mandżurów, a zakończył w momencie abdykacji Qianlonga (1735–1796) w 1796, w chińskiej historiografii nazywany jest „wiekiem pomyślności” (shengshi). Również na Zachodzie chiński wiek XVIII uważany jest za ostatni złoty wiek chińskiego cesarstwa, zaś amerykański historyk Charles Hucker nie wahał się nazwać ówczesnych Chin najprawdopodobniej najbardziej godnym podziwu państwem świata. To wtedy w Europie ukształtował się powstały pod wpływem doniesień jezuitów stereotyp Chin jako wzorowej cywilizacji oraz oświeconej i dobroczynnej monarchii, który istotnie wpłynął na ówczesną filozofię, podczas gdy w sztuce pojawiła się moda na „chinoiserie” w ogrodach, pagodach, meblach i ceramice.
Ważną okolicznością, która przyczyniła się do tego sukcesu, była stabilizacja jaką Chiny cieszyły się za panowania trzech zdolnych, pracowitych i długowiecznych cesarzy – Kangxi, Yongzhenga (1723–1735) i Qianlonga. Kluczowym czynnikiem dla pomyślności nowego reżimu było przy tym ustanowienie sojuszu pomiędzy centralną biurokracją a lokalnymi elitami, w sinologii określanymi angielskim terminem gentry, na których opierała się każda cesarska dynastia. Początkowo Mandżurowie pozostawali niezdecydowani, na ile odgrywać rolę konfucjańskich władców. Dużą rolę w tym okresie odgrywała dawna dżurdżeńska Rada Książąt, której przewodniczył Dorgon, później zaś Dżirgalang (zm. 1655) i Ebaj, regent w pierwszych latach panowania Kangxi. Opinie uczonych–literatów były wówczas przeważnie lekceważone, zaś Chińczyków w praktyce traktowano jak naród podbity. Jednak wraz z aresztowaniem Ebaja przez Kangxi w 1669 ton poliltyki Qingów zaczął zmierzać w dramatycznie innym kierunku.
Pomimo wszystko to już w tym pierwszym okresie Mandżurom udało się zbudować fundament przyszłych więzi z chińskimi elitami, nie tyle przez jakieś aktywne działania, ale poprzez to czego nie zrobili. Założyciel dynastii Ming, Hongwu (1368–1398), po zdobyciu władzy przystąpił do redystrybucji ziemi, która była odbierana wielkim właścicielom i rozdzielana pomiędzy rodzinne gospodarstwa rolne. Żadne tego typu działania nie nastąpiły po ustanowieniu dynastii Qing. Wydzielono wprawdzie część ziemi przeznaczonej dla cesarza, chorągwi i urzędników, jednak były to przeważnie tereny Północnych Chin zdziesiątkowane przez rebelię Li Zichenga. Wszędzie indziej respektowano prawa dotychczasowych właścicieli i pomagano tym, którzy zostali usunięci przez buntowników, w ponownym objęciu swoich posiadłości. Kiedy w 1658 w Henanie wybuchła rebelia na wpół niewolnych pracowników rolnych, wywołana pogłoską, że nowa dynastia ogłosiła ich wyzwolenie, oddziały cesarskiej armii szybko połączyły siły z lokalnymi milicjami i brutalnie je stłumiły.

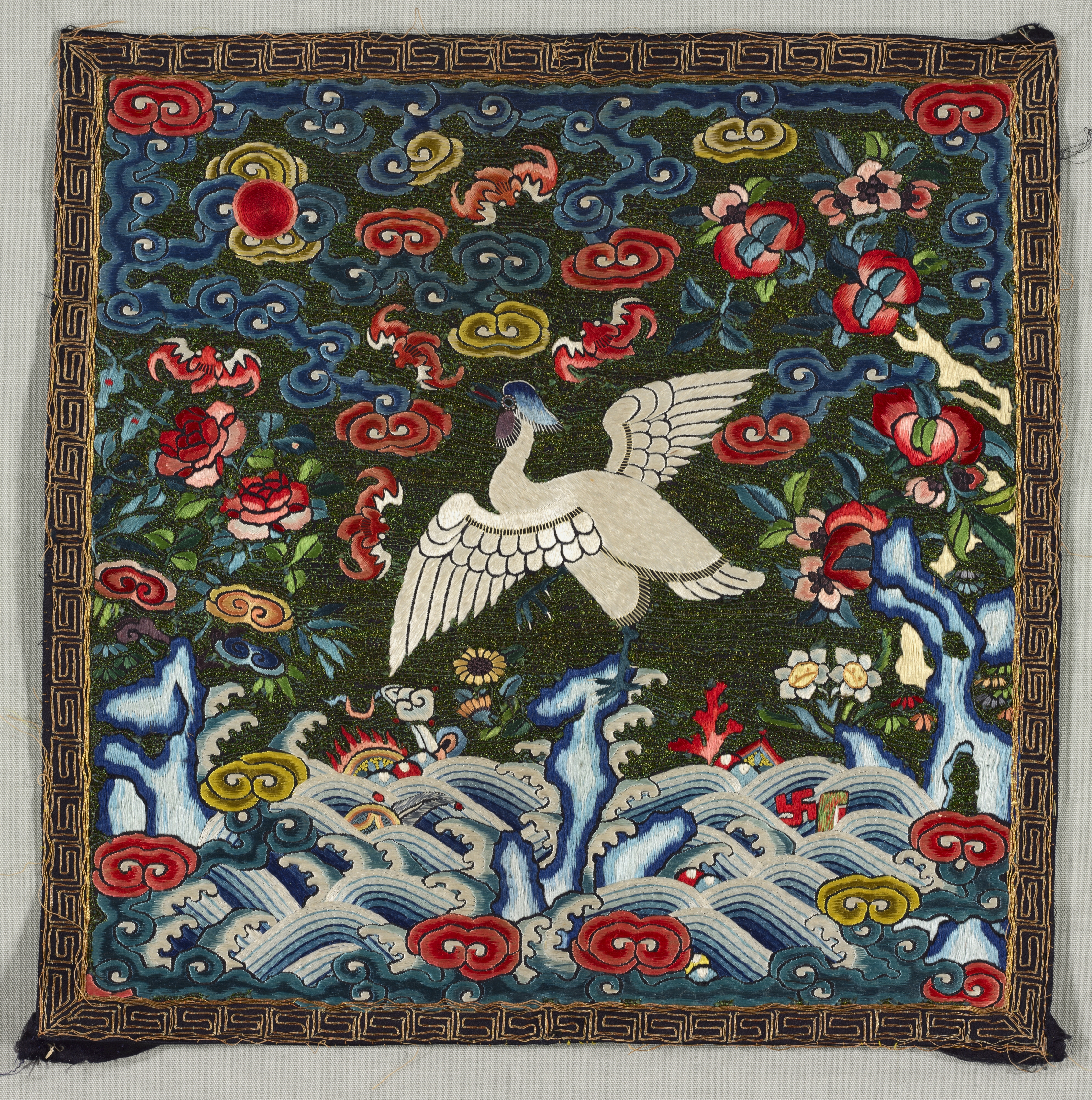
Odznaka rangi z pawiem wskazującym na trzecią rangę. Panowanie Qianlonga (1736–1795). Cleveland Museum of Art

Tak samo jak wcześniejsze dynastie Qingowie rekrutowali urzędników na podstawie egzaminów, na których sprawdzano znajomość konfucjańskich klasyków i poezji. Były one przeprowadzane na trzech szczeblach (lokalnym, prowincjonalnym i metropolitalnym) i jedynie niewielki ułamek zdających mógł liczyć na państwowy urząd. Niemniej wykształcenie klasyczne i udział w egzaminach były świadectwem pozycji społecznej „niezależnie od tego, czy się je zdało i otrzymało nominację na urząd”. Z punktu widzenia dynastii niezwykle ważne było, iż każdy kto przystępował do egzaminów domyślnie akceptował rządy Mandżurów. Egzaminy tworzyły dużą grupę ludzi, która dobrowolnie poddawała się intensywnemu i wspólnemu kursowi indoktrynacji w ortodoksyjnej ideologii aprobowanej przez państwo. Byli to jednocześnie najzamożniejsi i najbardziej wpływowi ludzie imperium, tylko oni bowiem mogli poświęcić całe lata nauce. „Ta cudowna edukacyjna instytucja, bardziej niż jakikolwiek inny czynnik, mogła utrzymywać późne cesarstwo Qing w całości”.
Administracja dynastii Qing przez współczesnych była dzielona na „wewnętrzną”, zlokalizowaną w Pekinie, oraz „zewnętrzną” zlokalizowaną w prowincjach. Najwyższym szczeblem administracji zewnętrznej było osiemnaście lub więcej prowincji oraz generalne gubernatorstwa powoływane do pełnienia niemal tych samych zadań na obszarze szczególnie dużej prowincji lub kilku prowincji sąsiądujących ze sobą. Gubernatorzy prowincji i generalni gubernatorzy byli powoływani już przez Mingów, ale we wczesnych latach panowania dynastii Qing instytucje te uległy modyfikacji i wzmocnieniu. Poniżej poziomu prowincji znajdowała się prefektura, zarządzana przez prefekta, zaś jeszcze niżej powiat, na którego czele stał naczelnik powiatu. Przy typowo pięciu lub sześciu powiatach na prefekturę oraz mniej więcej siedmiu do trzynastu prefektur na prowincję liczba powiatów w całym cesarstwie sięgała niemal dwóch tysięcy. W ludnym powiecie mogło mieszkać nawet milion ludzi i odpowiedzialny za wszystkie aspekty jego publicznego życia naczelnik powiatu stał przed niemożliwym do wykonania zadaniem, z czego współcześni dobrze zdawali sobie sprawę.
Nieliczni cesarscy urzędnicy, dysponujący środkami, o których wszyscy wiedzieli, że nie wystarczają do wykonania stojących przed nimi zadań, musieli polegać na nieformalnych źródłach dochodu oraz współpracy lokalnych rodów gentry, bez których efektywne rządy były niemożliwe. Członkowie gentry tak samo jak urzędnicy brali udział w egzaminach i tym samym odebrali konfucjańskie wykształcenie, mające zakorzenić w nich poczucie odpowiedzialności za dobro publiczne i lojalność w stosunku do cesarza. Wspierając administrację sprawowali oni różne publiczne funkcje, pełniąc rolę mediatorów, nadzorując roboty publiczne, a coraz częściej stając się również dzierżawcami podatków oraz przywódcami lokalnych milicji. Jednak reprezentowali oni również interesy lokalnych społeczności, partykularne interesy swoich rodów i swoje własne, czasami sprzeczne z agendą rządu centralnego lub dobrem całej społeczności. Pomimo tych wątpliwości co do ich bezstronności teoretycznie posiadające władzę absolutną państwo polegało na nich wykonując niektóre ze swoich podstawowych funkcji.
Niewielki rozmiar formalnego państwa dynastii Qing, w zakresie zarówno personelu, jak i budżetu, „był nie tylko praktyczną korzyścią, ale punktem honoru. «Humanitarne rządy» (renzheng) – sprawowane raczej przez kilku dobrych ludzi niż przez rozbudowane, interwencjonistyczne instytucje – były pozytywną konfucjańską wartością świadomie głoszoną przez sam reżim". Ten system, częściowo dzięki wysokiemu morale biurokracji, działał całkiem dobrze w pomyślnych okolicznościach wieku XVIII. Jednak gdy w ostatnim stuleciu panowania Mandżurów Chiny stanęły wobec wyzwania rosnącej presji demograficznej, społecznej złożoności i mobilności oraz międzynarodowej rywalizacji i imperializmu brak administracji zdolnej do zmobilizowania zasobów kraju na większą niż wcześniejsza skalę stał się palącym problemem. Pomimo formalnie tej samej liczby jednostek administracyjnych i urzędników by podołać zwiększonemu zakresowi obowiązków biurokracja rozrastała się poprzez powiększanie personelu pomocniczego, finansowanego z półlegalnych opłat za różne publiczne usługi oraz kontrybucji gentry. Te doraźne środki zaradcze nie zmieniały jednak zasadniczo sytuacji, w której administracja nie potrafiła przeobrazić się by sprostać nowym wyzwaniom.
O ile administracja terenowa („zewnętrzna”) cesarstwa Mandżurów była raczej prostą kontynuacją systemu odziedziczonego po dynastii Ming, o tyle administracja centralna („wewnętrzna”) uległa poważniejszemu przeobrażeniu. Jak już wspomniano powyżej, jeszcze przed zajęciem Chin Mandżurowie powołali Wielki Sekretariat i Sześć ministerstw na wzór rządu Mingów. Te dawne instytucje były jednak niezbyt efektywne i stopniowo wiele z ich funkcji zostało przejętych przez trzy nowe powołane przez Qingów organy, operujące poza regularną biurokracją i obsadzone raczej przez osobistych klientów cesarza, niż zwycięzców egzaminów. Pierwszym z nich było Ministerstwo Obszarów Podporządkowanych (Lifan Yuan), ustanowione w 1638, pierwszy organ w historii Chin powołany specjalnie do administrowania obszarami poza właściwymi Chinami – Mongolią, Tybetem i innymi. Do jego najważniejszych zadań należało inscenizowanie rozbudowanych rytuałów symbolicznie integrujących społeczności Azji Wewnętrznej w ramach imperium Qingów, takich jak cesarskie polowanie mające swoje korzenie w zwyczajach Dżurdżenów. Chińscy uczeni-literaci byli niemal całkowicie wyłączeni z działania tej kluczowej instytucji, która w znacznym stopniu była prowadzona w innych niż chiński językach.

Skrzynia do transportu jedzenia wykonana w kości słoniowej, druga połowa XVIII lub początek XIX stulecia. Narodowe Muzeum Pałacowe

Drugim z tych nowo powołanych organów był Departament Cesarskiego Dworu, odgrywający rolę prywatnej służby cesarza oraz instytucji zarządzającej jego różnymi prywatnymi interesami. Formalnie powołany przez Ebaja w 1661, w rzeczywistości posiadał on znacznie dłuższą prehistorię, wywodził się bowiem z osobistego monopolu dżurdżeńskich wodzów na handel żeń–szeniem i ich praw do posiadłości ziemskich rodu panującego. Zatrudniał on członków chorągwi i niewolnych służących i tym samym miał uniemożliwić wzrost potęgi cesarskich eunuchów. Dysponował własnym skarbem, ogromnymi dochodami z ziemi, monopoli handlowych, opłat celnych, akcyzy solnej, manufaktur jedwabiu, pożyczek, grzywien i danin. W ten sposób „władcy Qing zachowali wielkie bogactwa pod swoją bezpośrednią kontrolą i poza zasięgiem cywilnej administracji”.

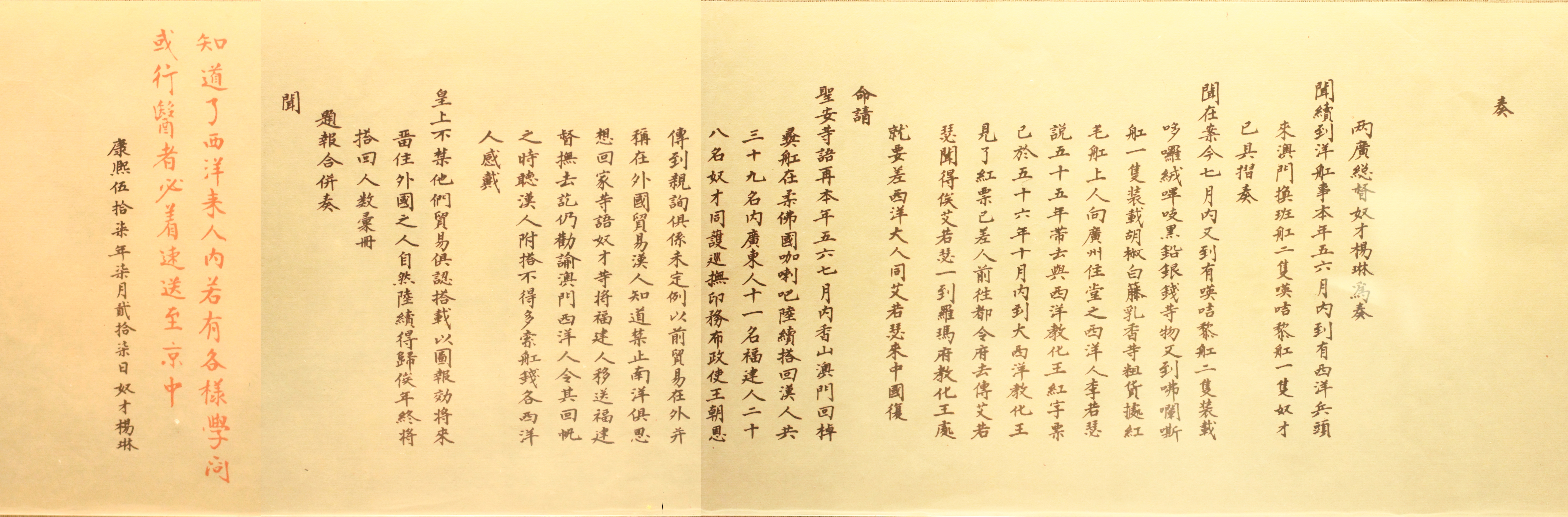
Memoriał do tronu skierowany do cesarza Kangxi przez generalnego gubernatora Generalne Gubernatorstwo Liangguang z cesarską odpowiedzią zaznaczoną na czerwono (1719). Archiwa Państwowe Kantonu

Najważniejszą z mandżurskich innowacji w administracji centralnej było bez wątpienia powstanie Wielkie Rady. Wywodziła się ona z nieformalnej grupy doradców, która towarzyszyła cesarzowi Kangxi podczas jego kampanii, doradzając mu zarówno w sprawach wojskowych, jak i bieżących sprawach państwa rozstrzyganych w jego polowej kwaterze. W ostatnich latach jego życia i za panowania jego syna Yongzhenga to nieformalne ciało doradcze przekształciło się w stałą tajną radę, „której zakres władzy rozszerzył się na wszystkie dziedziny cesarskiej polityki”. Wielka Rada składała się przeciętnie z siedmiu osób i chociaż szczególnie zaufany chiński minister mógł zostać włączony w jej skład, to zdecydowanie przeważali w niej Mandżurowie, a jej czołowi członkowie często rekrutowali się spośród najbliższych przyjaciół i krewnych cesarza. Nadzwyczajny zakres swojej władzy Wielka Rada w dużej mierze zawdzięczała instytucji tajnych memoriałów (zouzhe), które były przekazywane bezpośrednio do cesarza od określonych urzędników w prowincjach, z pominięciem zwyczajnego biurokratycznego obiegu pomiędzy Wielkim Sekretariatem i Sześcioma Ministerstwami. Wielka Rada okazała się skutecznym narzędziem osobistych rządów dla zdolniejszych cesarzy dynastii Qing, pozwalając na bezpośredni kontakt z prowincjonalną administracją i ministerialnymi organami rządu centralnego, a w późnym okresie panowania dynastii „osiągnęła coś, do czego nie był zdolny Wielki Sekretariat w epoce Ming – przejęła zwiotczałe przywództwo w sytuacji gdy tron stracił swój wigor”.
Mandżurowie stosowali system podwójnych nominacji, polegający na tym, że ważne funkcje powierzano Chińczykowi i Mandżurowi (taką podwójną obsadę miały m. in. kierownictwa Sześciu Ministerstw). Na początku swych rządów polegali głównie na członkach chorągwi, zaś „ostatecznie przyjęła się formuła, żeby do wykonania roboty mieć zdolnych Chińczyków, a do ich kontrolowania lojalnych Mandżurów”. W stolicy przeważali liczebnie Mandżurowie, którzy zawdzięczali swoją pozycję osobistym powiązaniom z rodem panującym, zaś w prowincjach rekrutowani na podstawie egzaminów Chińczycy. Często mandżurski gubernator generalny miał pod sobą dwie prowincje zarządzane przez chińskich gubernatorów. Generalnie Mandżurowie byli nadreprezentowani na najwyższych stanowiskach oraz w armii. Liczba tych, którzy kupili sobie urząd, była znacząco wyższa niż w czasach Mingów, zwłaszcza po 1850. Oprócz chińskiego językami urzędowymi były również mandżurski, mongolski, oraz w pewnym stopniu tybetański i wiele ważnych dokumentów nie było dostępnych dla chińskich urzędników. Chociaż prawdą jest, że większość członków chorągwi z biegiem czasu straciła umiejętność posługiwania się mandżurskim, to przez długi czas pełnił on rolę lingua franca na szczytach władzy.

### Demograficzna eksplozja i gospodarka rolna

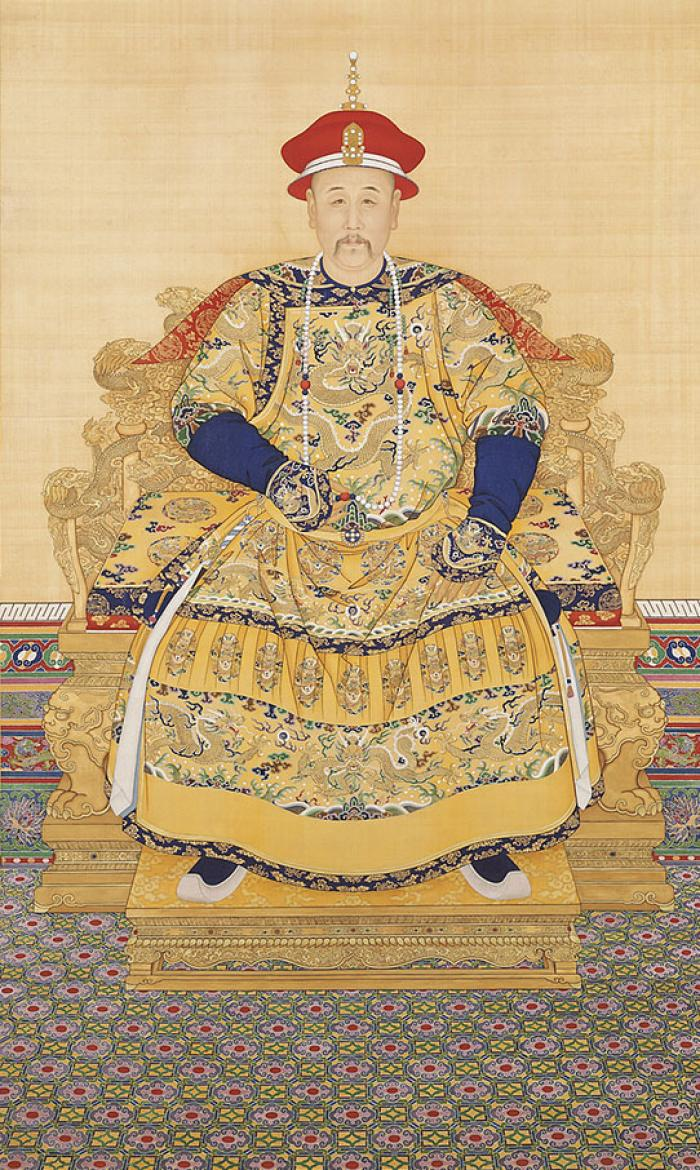
Oficjalny portret cesarza Yongzhenga (1723–1735). Muzeum Pałacowe

Europejscy obserwatorzy wieku oświecenia byli na ogół oszołomieni chińskim wyrafinowaniem i przepychem. Chociaż tego rodzaju uogólnienia ze swej natury pozostają problematyczne, to tacy historycy jak Kenneth Pomeranz utrzymują, że w XVIII wieku średni standard życia w cesarstwie Qing był wyższy niż w Zachodniej Europie. Najbardziej spektakularnym wskaźnikiem ówczesnego ekonomicznego rozwoju był wzrost populacji, która z około 150 mln w 1700 wzrosła do 300 lub więcej w 1800 i być może 450 mln w 1850, w przededniu rebelii tajpingów. Już na początku XVIII stulecia cesarze dynastii Qing dostrzegli że liczba ich poddanych rośnie w niebezpiecznym tempie, jednak wzrost populacji był tak powszechnie utożsamiany z dobrymi rządami, iż pomysł użycia narzędzi fiskalnych lub innych w celu powstrzymania urodzeń był nie do pomyślenia. Ostatecznie ta demograficzna eksplozja, której nie towarzyszył odpowiadający jej technologiczny rozwój, wywarła tak wielką presję na ekologiczne zasoby kraju, że w XIX wieku system społeczno–polityczny okazał się niezdolny do utrzymania dotychczasowego poziomu życia, a Chiny stały się krajem głodu.
Wzrost populacji był możliwy dzięki wprowadzeniu nieznanych wcześniej roślin pochodzących z Nowego Świata, zagospodarowaniu nowych terenów oraz importowi żywności. Kukurydza, ziemniaki, bataty i orzeszki ziemne mogły być uprawiane na górzystych i ubogich ziemiach i służyły jako swoisty hamulec przeciwko głodowi w okresie nieudanych zbiorów preferowanych podstawowych zbóż, takich jak ryż i pszenica. Podobnie jak w ówczesnej Europie, wzrost ludności w Chinach epoki Qing był możliwy dzięki spadającej śmiertelności. Rozpowszechnienie wyżej wymienionych nowych roślin sprawiło, że rozwiązano problem śmierci z niedożywienia. Ospa prawdziwa, wielki zabójca w siedemnastym stuleciu, była kontrolowana przez rozpowszechnienie inokulacji. Lepsza opieka medyczna zmniejszyła śmiertelność niemowląt, jednak prawdopodobnie najważniejszym elementem w chińskim wzroście populacji był spadek dzieciobójstwa, stosowanego przede wszystkim w przypadku dziewczynek. Z końcem XVII stulecia, gdy zapanował pokój i pojawiła się możliwość zasiedlenia nowych ziem i zdobycia środków do życia poddani cesarstwa zaczęli coraz rzadziej odwoływać się do praktyki zabijania lub porzucania noworodków, chociaż mieli do niej powrócić w XIX wieku.

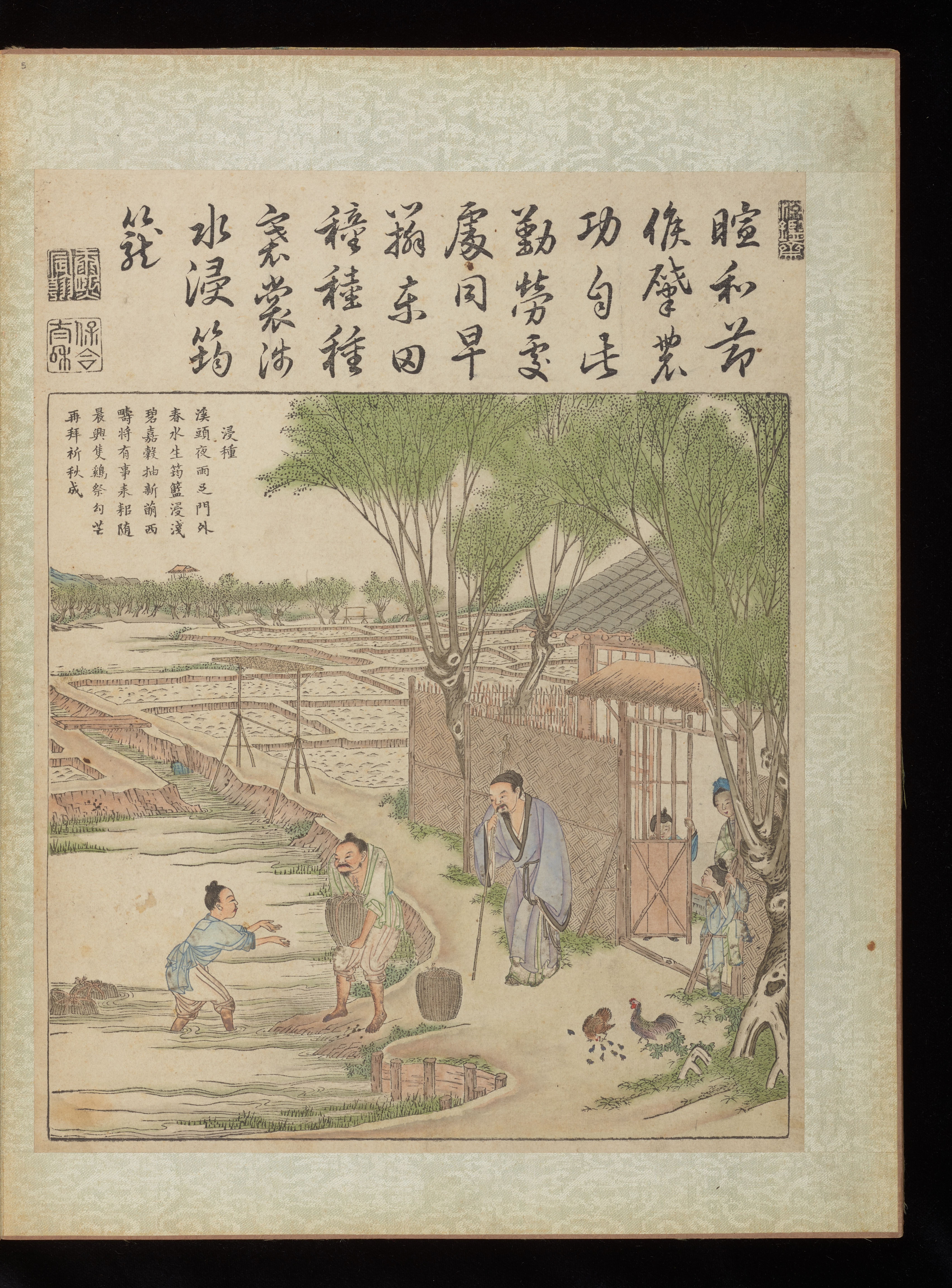
Strona z tomu Oranie, sianie, przędzenie i tkanie wykonanego w drzeworycie przez Zhu Gui i pokolorowanego przez Jiao Bingzhen, 1696. Chester Beatty Library

W Europie, która przechodziła strukturalne zmiany w swojej ekonomii od rolnictwa do produkcji, terenami na których doszło do największego wzrostu populacji były większe miasta i otaczające je tereny wiejskie. W Chinach było na odwrót – wzrost demograficzny był niewielki w najbardziej zurbanizowanych częściach imperium, za to osadnictwo rozkwitało na terenach pogranicza i wyżynach, gdzie można było zająć pod uprawę nową ziemię. Oznaczało to nie tylko wzrost populacji, ale również migrację na wielką skalę. Już Kangxi by zwiększyć ilość uprawianej ziemi popierał migrację z przeludnionych regionów Centralnych i Południowych Chin, gdzie ludzie uciekali przed mandżurskim podbojem, do prowincji wyludnionych w wyniku rebelii i wojny. Najbardziej spektakularnym przykładem tej polityki był Syczuan, którego duża część zamieniła się w pustkowie w wyniku rzezi dokonywanych przez Zhang Xianzhonga. Popularne powiedzenie „Huguang zapełnił Syczuan” opisywało masową migrację ludzi z Hunan–Hubei i Guangdong–Guangxi, wspieraną przez państwo poprzez takie narzędzia jak wakacje podatkowe oraz darowizny nasion i zwierząt. W rezultacie tej polityki Syczuan stał się najludniejszą chińską prowincją, którą to pozycję utrzymał do dzisiaj, zaś pod koniec XVIII stulecia ok. 85 procent jego mieszkańców było obcego pochodzenia.
Kolonizacja często odbywała się również spontanicznie, bez udziału państwa, czego dobrym przykładem jest Tajwan. Aż do 1875 dwór na różne sposoby starał się powstrzymać zasiedlanie Tajwanu przez Chińczyków, po części dlatego że chciał uniknąć konfliktu z aborygenami. Jednak głodni ziemi mieszkańcy południowego Fujianu emigrowali na Tajwan ignorując rządowe zakazy. Podobna sytuacja wystąpiła w Junnanie, Guizhou i przylegających do nich częściach Syczuanu, Hunanu i Guangxi. Od dawna należały one do cesarstwa, ale zamieszkiwane przez miejscowe ludy, przez Chińczyków określane zbiorczą nazwą Miao, były w dużej części administrowane we współpracy z lokalnymi plemiennymi wodzami, w ramach systemu tusi. W XVIII wieku w regionie pojawiła się jednak bezprecedensowa fala walczących z Miao o dostęp do ziemi chińskich osadników i napięcia pomiędzy tymi grupami skutkowały większą obecnością próbujących zaprowadzić porządek chińskiej administracji i wojska. W latach 20. XVIII wieku zdecydowano się na objęcie regionu regularną chińską administracją. W latach 1735 do 1736 Mandżurowie brutalnie stłumili rebelię stopniowo tracących swoją ziemię i autonomię Miao w Guizhou, zaś pomiędzy 1795 a 1806 musieli walczyć z wielką rebelią, która objęła pięć prefektur w Hunanie i Guizhou.

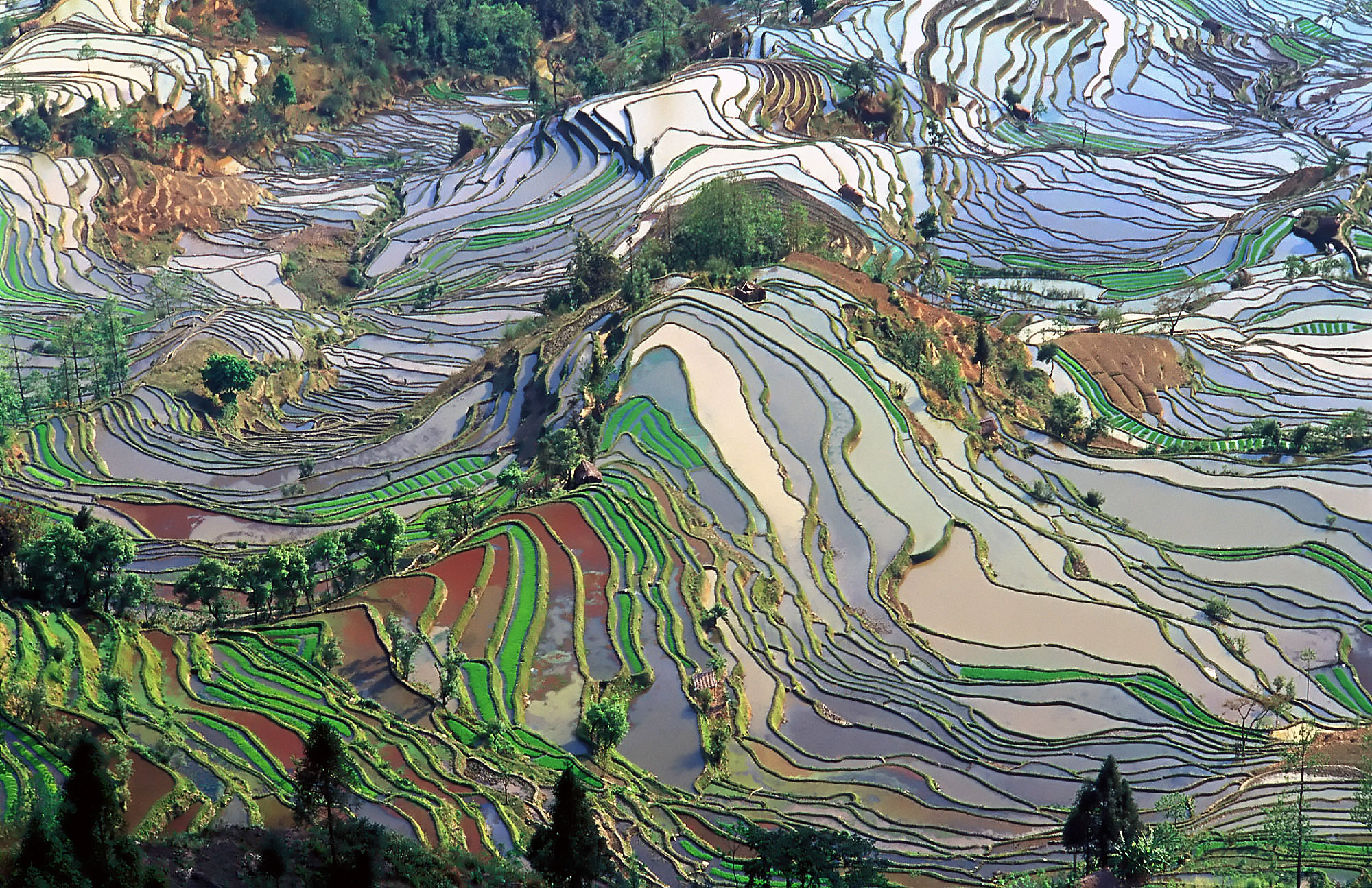
Pola tarasowe w prowincji Junnan

Chińczycy zdobywali nową ziemię nie tylko osiedlając się na dotychczas słabo zaludnionych rubieżach cesarstwa, ale także biorąc pod uprawę nowe tereny na obszarze Chin właściwych. W XVIII wieku chińska cywilizacja przeniosła się zdecydowanie w górę, powiększając powierzchnię upraw ryżu poprzez tarasowanie wzgórz i gór w całych południowych Chinach. Nowi osadnicy, którzy zajmowali się wypalaniem i wycinaniem górskich lasów, na Południu stali się znani jako pogardzani „ludzie szałasów” (pengmin). Nieco inną grupę stanowili Hakka, którzy osiedli na wyżynach i poprzez stulecia zawieranych pomiędzy sobą małżeństw i życia w izolacji stopniowo wykształcili specyficzne fizyczne cechy i kulturalną tożsamość opartą na własnym dialekcie, kuchni i społecznych praktykach takich jak odrzucenie krępowania stóp. Żyli w pełnej napięcia symbiozie ze swoimi niżej mieszkającymi sąsiadami, od których kupowali ziarno, podczas gdy oni sami koncentrowali się na uprawie herbaty, indygo i tytoniu.
Sponsorowana przez państwo i spontaniczna kolonizacja zapewniła Chińczykom nowe ziemie, ale jednocześnie doprowadziła do zetknięcia się ze sobą izolowanych wcześniej społeczności i wybuchu etnicznych napięć pomiędzy starymi mieszkańcami, a nowymi osadnikami, którzy czasami przybierali nową tożsamość, tak jak Hakka czy Tanka. Czasami te napięcia eskalowały w postaci skierowanych przeciwko władzom rebelii, które stały się dużo częstsze w wieku XIX, kiedy zakończyła się epoka dobrobytu. Nowe ziemie, takie jak tarasowe pola, przynosiły z reguły mniej plonów niż wcześniej zagospodarowane tereny lepiej nadające się pod uprawę i przy braku technologicznego postępu w chińskim rolnictwie zaczęło działać prawo malejących przychodów. Jednocześnie nadmiar siły roboczej sprawiał, że wszelkie wynalazki oszczędzające prace stały się mniej potrzebne, a w wieku XIX wydawało się, że maszyny odbierają ludziom środki utrzymania. Ponieważ nadal brakowało żywności, zdesperowani cesarze uciekli się do importu ryżu z Azji Południowo–Wschodniej, co było szczególnie ważne w latach nieurodzaju. Te działania zakończyły się sukcesem, ale postawiły pod znakiem zapytania samowystarczalność Chin.

### Handel, przemysł, finanse i urbanizacja

Chine de commande – talerz z herbem rodu Herzele, ok. 1740. Narodowe Muzeum Pałacowe

Chiny importowały z zagranicy nie tylko żywność, ale również tkaniny i inne przedmioty domowego użytku. Po raz pierwszy chiński handel zagraniczny stał się ukierunkowany raczej na zaspokajanie potrzeb zwykłych konsumentów, a nie dworu i elity. Był to milowy krok w historii zamorskiego handlu, „ponieważ konsumenci po raz pierwszy dyktowali reguły handlu zagranicznego”. W tym handlu ogromną rolę odgrywali Chińczycy zamorscy, pełniąc rolę pośrednika pomiędzy mieszkańcami Azji Południowo–Wschodniej a Chinami. Wraz z towarami przywozili do Chin nowe dobra konsumenckie i zwyczaje, takie jak palenie opium, w ten sposób spełniając obawy konserwatynwego rządu. Wkrótce chińska diaspora w Azji Południowo–Wschodniej zaczęła wytwarzać każdy towar, jakiego Chiny sobie zażyczyły, czego opium jest dobrym przykładem, „zamieniając region w zagraniczną strefę produkcyjną Chin. Ten proces trwa do dzisiaj”.
Chiny mogły sobie pozwolić na importowanie dóbr z zagranicy, ponieważ same eksportowały wysokiej jakości towary, takie jak porcelana (zobacz Chine de commande), jedwab czy herbata, o znacznie większej wartości. W zamian za nie do Chin przybywało srebro z Nowego Świata, które stało się standardowym środkiem płatniczym, przy czym nie wybijano z niego monety, ale ważono i dzielono na taele i uncje. Masowy napływ srebra już w epoce Ming powodował zamienianie różnych danin na rzecz państwa na jeden pobierany w srebrze podatek, nazywany Pojedynczym Biczem, która to tendencja osiągnęła kulminację w reformach późnej ery Kangxi. Również ilość drobnego, miedzianego pieniądza uległa zwiększeniu, co wiąże się ze zwiększonym wydobyciem miedzi na południowym zachodzie po zniesieniu ograniczeń prywatnego wydobycia. Zwiększony obieg pieniądza sprzyjał rozwojowi handlu i „po raz pierwszy w swej historii Chiny stały się w większości zintegrowanym rynkiem dóbr codziennej konsumpcji, takich jak zboże i tkaniny”. Sprzyjało temu również zniesienie ograniczeń w przemieszczaniu się ludzi, egzekwowanie umów i prawa własności oraz wyeliminowanie karteli (bachi) i innych ograniczeń w obiegu towarów. W rezultacie ludzie i dobra przemieszczali się tam i z powrotem pomiędzy różnymi miejscami i regionami, co sprzyjało lokalnej specjalizacji.
Rozwój krajowego handlu, któremu towarzyszył wzrost ludności, miał zatem swój początek w rolnictwie. Produkty rolne i rękodzielnicze z gospodarstw wiejskich przeznaczone na sprzedaż „powodowały stopniowe poszerzanie arterii handlowych w makroregionach i pomiędzy nimi. I tak, surową bawełnę z północnych Chin można było przewieźć Wielkim Kanałem do ośrodków produkcji tekstylnej w rejonie dolnej Jangcy. Rejon Szanghaju stał się przez jakiś czas głównym eksporterem przędzy bawełnianej do Guangdongu. Wyspecjalizowane wyroby, takie jak ceramika z wytwórni w Jingdezhen w prowincji Jiangxi, sprzedawano naturalnie poza granicami regionu i wysyłano we wszystkich kierunkach, a prasowaną herbatę z centralnych Chin wożono w górę rzeki Han na targi herbaciano-końskie na granicy z Azją Wewnętrzną”. Handel i podział pracy, dzięki któremu w wielu regionach jakość życia znacząco się poprawiła, był możliwy dzięki lepszej sieci transportu, obejmującej przede wszystkim kanały i inne drogi wodne. Chociaż większość produktów gospodarstw wiejskich nadal była konsumowana na miejscu, z końcem XVIII wieku więcej niż jedna dziesiąta zboża cesarstwa, jedna czwarta jego surowej bawełny, połowa jego bawełnianych tkanin, 90 procent jego surowego jedwabiu i niemal cała jego herbata była produkowana na sprzedaż. Chociaż chińska populacja nadal w ogromnej większości składała się z rolników, a Chiny przez długi czas były postrzegane na Zachodzie jako modelowe społeczeństwo rolnicze, to w środkowym okresie Qing były one być może najbardziej skomercjalizowanym krajem świata.

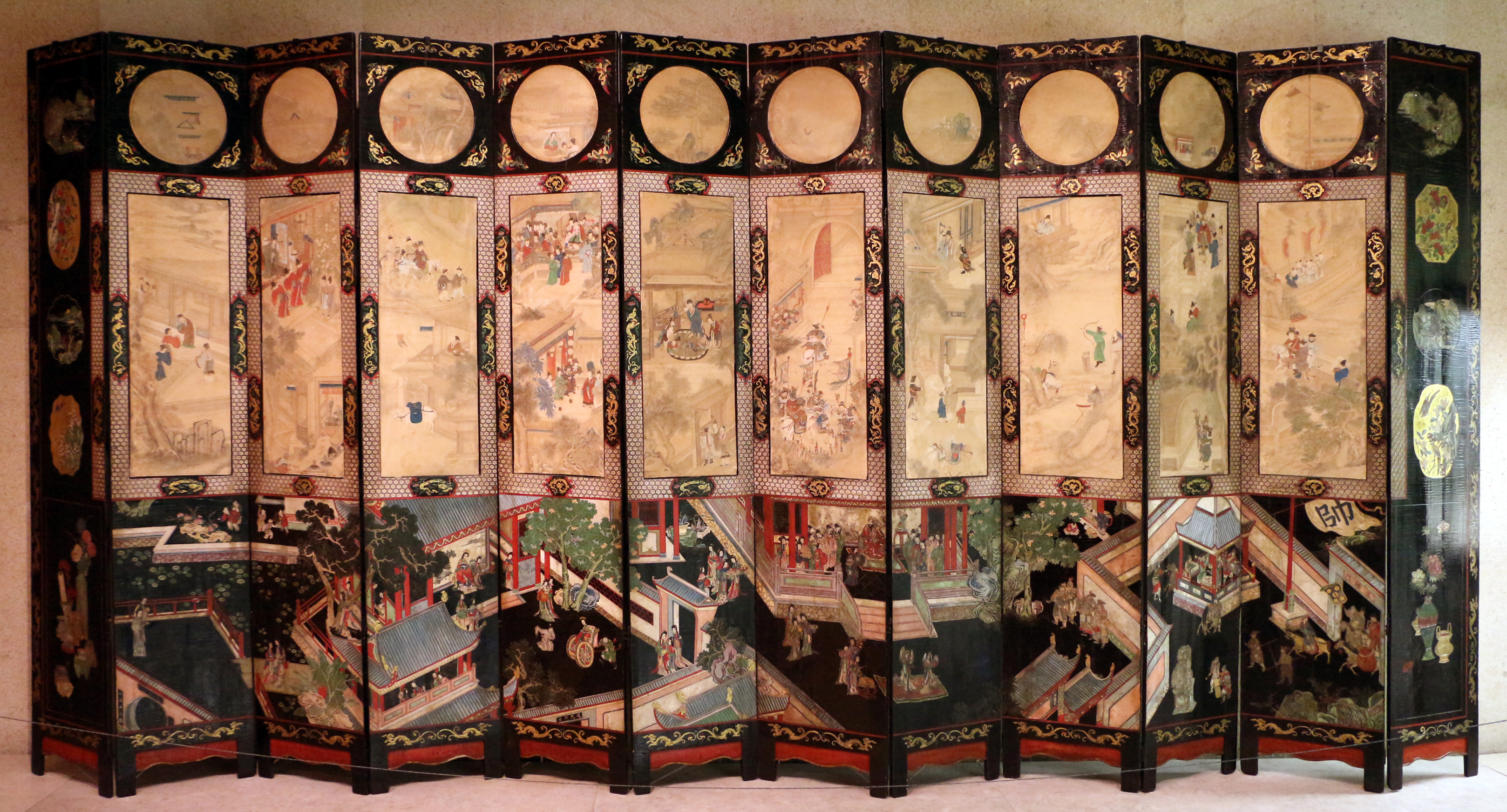
Parawan koromandelski z końca XVII w. ze scenami z życia pałacowego. Muzeum Calouste Gulbenkiana

Proces rafinacji i przetwarzania coraz liczniejszych upraw rynkowych zaowocował również eksplozją wyrobów rękodzieła. Rzemiosło, takie jak przędzenie i tkanie bawełny lub jedwabiu, prawdopodobnie w większości było pobocznym zajęciem rolników. Jednak coraz większa część obejmowała pracujące na większą skalę warsztaty polegające na pracy zatrudnionych w nich rzemieślników. W połowie XVIII wieku w Suzhou znajdowały się 33 wytwórnie papieru i nie mniej niż 450 farbiarni tkanin. Tego rodzaju kapitalistyczne przedsięwzięcia być może w najbardziej dramatyczny sposób rozwinęły się w obszarze górnictwa. Zapotrzebowanie na miedzianą monetę zmusiło Yongzhenga i Qianlonga do wyrażania zgody na otwieranie przez kupców coraz większych kopalni miedzi, pomimo tego, że obawiali się oni powiększającej się masy pozbawionych rodzin, awanturniczych górników. Gospodarstwa rolne były zatem skomercjalizowane, ale przy maksymalnym wkładzie pracy, znacznie przekraczającym punkt zmniejszania się przychodu, oraz przy minimalnym wkładzie kapitału. W rezultacie gospodarstwom opartym na pracy najemnej i miejskim wytwórniom trudno było konkurować z rodzinnym chłopskim gospodarstwem.
Rozwój handlu prowadził do udoskonaleń w technikach finansowych. W osiemnastym wieku operatorzy kopalni węgla stworzyli system finansowania, który bardzo przypominał sprzedaż akcji. Kupcy operujący kopalniami soli w południowym Syczuanie mobilizowali kapitał poprzez lineażowe trusty, tworząc partnerstwa o wielkie skali i elastyczności oraz budując profesjonalne biura zarządzające nadzorujące różne operacje. Bankierzy z Ningbo, którzy od końca XVIII wieku dominowali w szanghajskim świecie finansów, stworzyli pojęcie taela transferowego żeby móc bilansować z dnia na dzień swoje rachunki. Banki z Shanxi zajmujące się transferem pieniędzy powstały z rodzinnych spółek w miastach wzdłuż rzeki Fen. W XIX wieku wypracowały one sposoby transferu funduszy za pomocą akredytyw i zleceń dla swoich filii w innych regionach, żeby uniknąć konieczności wożenia po całym kraju srebra w kruszcu. Pojawiły się wówczas takie innowacje jak weksle, depozyty bankowe, księga przelewów funduszy między deponentami, kredyt ponad pokrycie rachunku i akredytywy zbywalne i przenoszalne.

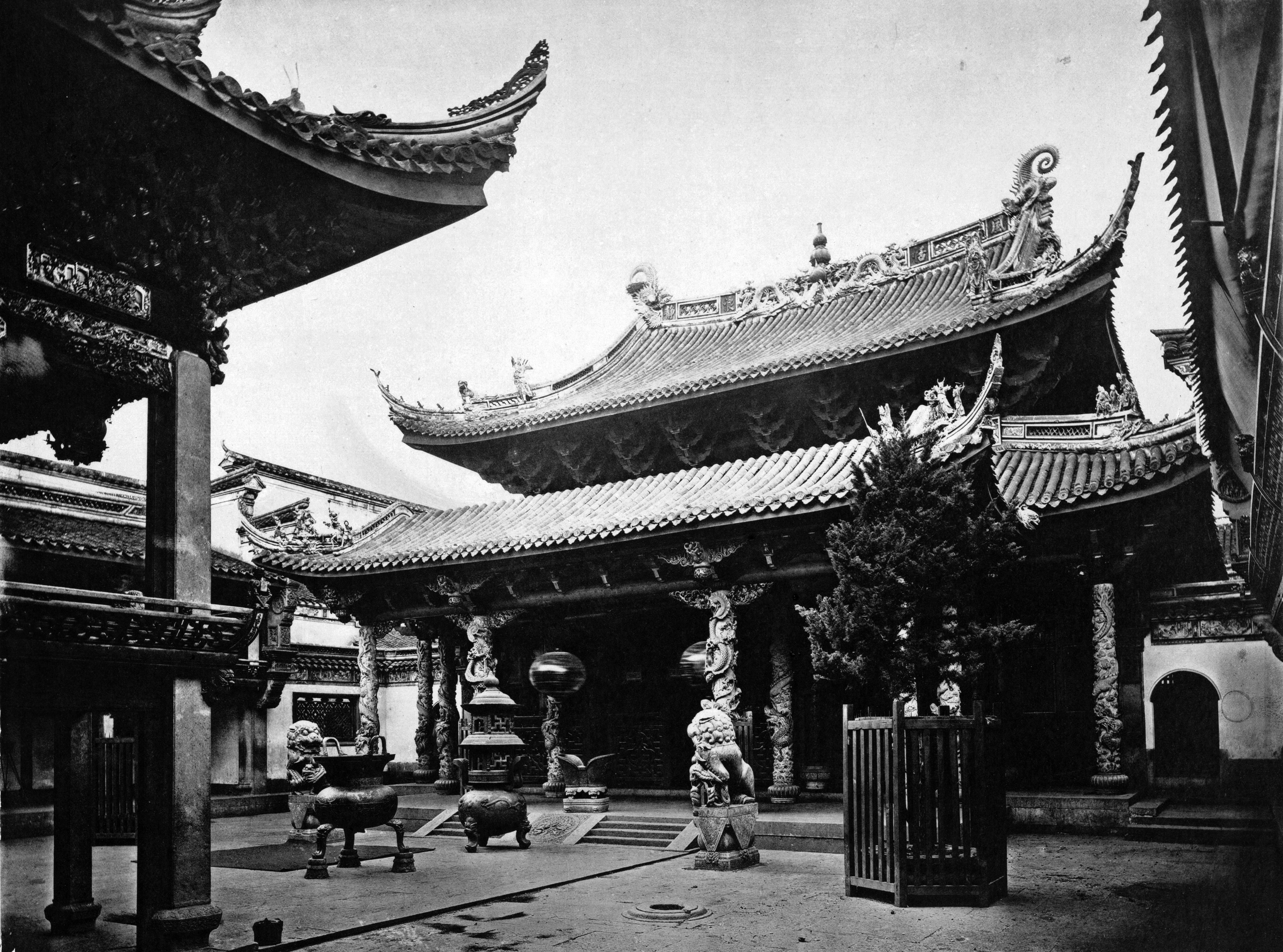
Siedziba gildii kupieckiej w Xiamen ze świątynią poświęconą Mazu, 1870 lub 1871

Pomimo wszystkich tych innowacji w Chinach nigdy nie powstała koncepcja przedsiębiorstwa jako osoby prawnej. Duże firmy były przedsiębiorstwami rodzinnymi i opierały się na całej sieci przyjaźni i zobowiązań wynikających z pokrewieństwa i osobistych stosunków. W celu zagwarantowania sobie dobrej wiary swoich partnerów handlowych chińscy kupcy polegali przede wszystkim na (guanxi), szeroko rozumianych więzach pokrewieństwa oraz wspólnego lokalnego pochodzenia. W XVIII wieku najważniejsi kupcy wywodzili swoje pochodzenie z prefektury Huizhou (w przybliżeniu dzis. Huangshan) oraz prowincji Shanxi. W nastepnym stuleciu dołączyli do nich, by następnie ich zastąpić, kupcy z Ningbo i Kantonu, którzy dysponowali od dawna kultywowaną siecią powiązań z handlem zamorskim. W ważniejszych ośrodkach handlu tworzyły się kupieckie gildie, które zbierały razem kupujących i sprzedających, gwarantując dobrą wiarę obu stron, standaryzowały miary i wagi oraz procedury transakcji, zbierały podatki pośrednie od transakcji w imieniu rządu i zawiadywały magazynami, stajniami i zajazdami. Z biegiem czasu mnożyły się funkcje i wpływy gildii, które utrzymywały straż pożarną, subsydiowały dobroczynność, mogły dbać o stan dróg, budować mosty i doskonalić system zaopatrzenie w wodę. Krótko mówiąc, „gildie stały się instytucjami municypalnymi i potrafiły zorganizować milicję, bojkot, mediację w sporach handlowych, nie podlegając jednocześnie bezpośredniej kontroli lokalnego naczelnika”.
Wzrost znaczenia gildii, aż do zdominowania handlu krajowego, był najważniejszym czynnikiem wyróżniającym kupiectwo epoki Qing. Jeszcze do niedawna najważniejsi zachodni uczeni sądzili – traktując dosłownie konfucjańskie zalecenia co do prymatu rolnictwa – że mandżurska administracja traktowała kupców z pogardą i świadomie prowadziła politykę szkodliwą dla handlu. W rzeczywistości Aisin Gioro i ich sojusznicy w Mandżurii wyrośli na potęgę opierając się na handlu i w przeciwieństwie do ich poprzedników z dynastii Ming od początku byli zaangażowani w jego wspieranie. Ciągle rosnąca populacja sprawiła, że administracja sprzyjała wolnemu handlowi, który pomagał zaspokajać potrzeby poddanych cesarstwa, rezygnując z takich dawnych polityk jak sztywne ustalanie cen. Jeśli dokonywano interwencji, to starano się raczej współdziałać z prawami rynku, niż działać przeciwko nim. Doskonałym przykładem takiej polityki jest system „zawsze pełnych spichlerzy” (changpingcang), za którego pomocą stabilizowano ceny zboża, kupując jego nadmiar w porze żniw i sprzedając je na przednówku. Działał on nadzwyczaj sprawnie do momentu kiedy w 1748 Qianlong stwierdził, iż przyczynia się do ogólnego trendu wzrostu cen zboża i zaczął ograniczać jego skupowanie.
W cesarskich Chinach zawsze istniały ogromne miasta, które pełniły funkcję regionalnych centrów administracyjnych i garnizonów. Funkcjonowały one jednak w środowisku, które poza tym było zdecydowanie wiejskie, bardzo niewiele bowiem było miast średnich i małych. Komercjalizacja wsi do jakiej doszło w późnej epoce Ming i Qing prowadziła do rozkwitu miast targowych, związanych również z przemysłem, których nie zakładano jako ośrodków administracyjnych. Rozwój handlu na jego różnych szczeblach skutkował rozwinięciem się całej hierarchii miast i miasteczek, które powstały by obsługiwać wymianę pomiędzy wsią a wielkimi metropoliami. W rezultacie dawne wielkie miasta, takie jak Pekin, Suzhou, Kanton, Nankin czy Wuchang, prawdopodobnie w epoce Qing nie były wcale większe niż za dynastii Song, ponieważ proces urbanizacji rozegrał się poza nimi. Elitę miejską tworzyli kupcy, zaś ogromną rolę w życiu tych nowych miast odgrywały kupieckie gildie.

### System podatkowy

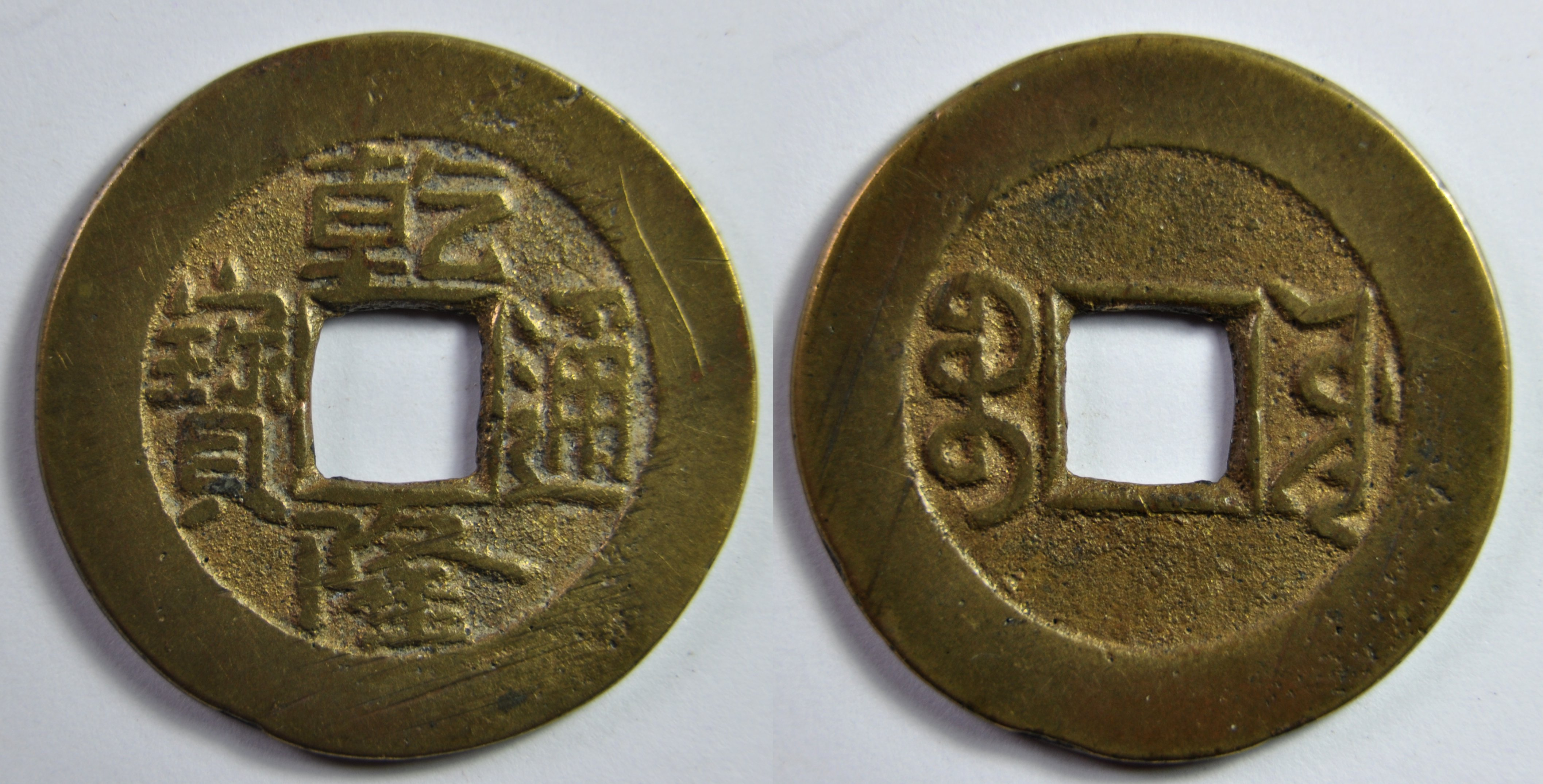
Miedziana moneta z czasów panowania Qianlonga (1736-1795)

Pomimo rozwoju handlu i rzemiosła przychody dynastii Qing pochodziły głównie z opodatkowania rolnictwa. Podatek ziemski łączył ze sobą pogłówne pobierane od każdego męskiego członka domostwa i podatek od jednostki ziemi, pobierany na podstawie prognozowanych zbiorów. Yongzheng postanowił jednak zrezygnować z pogłównego, ograniczając się jedynie do pobierania podatku od jednostki ziemi, tym samym zmniejszając obciążenie najbiedniejszych gospodarstw, a zwiększając część podatku płaconą przez rzeczywistych właścicieli ziemi. 
W początkowym okresie panowania dynastii dla celów podatkowych Mandżurowie opierali się na katastrze nieruchomości przeprowadzonym w czasach dynastii Ming, który był od dawna nieaktualny już w momencie upadku ich poprzedników. Szczególnie w przypadku regionu delty Jangcy kwoty należnych podatków były ustalone na bardzo wysokim poziomie i zarówno poborcy podatków, jak i podatnicy zdawali sobie sprawę, że w praktyce są one nieściągalne. W tej sytuacji w rzeczywistości pobierano dużo mniejszą, zwyczajowo przyjętą sumę, resztę traktując jako zaległości, co do których nikt nie oczekiwał, że kiedykolwiek zostaną spłacone. W 1661 Ebaj podjął kroki zmierzające do spłaty tych należności, przy okazji wtrącając do więzień wielu wpływowych członków gentry. Gwałtowny sprzeciw jaki wzbudziły te kroki wśród ziemskiej elity zmusił go do wycofania się ze swoich zamiarów i uwolnienia uwięzionych. Sprawy zamknięto zawierając ugody, zaś dotychczasowy ład podatkowy pozostał niezmieniony.
Jedyny przeprowadzony na terenie całego imperium kataster epoki Qing został opublikowany w 1712. W następnym roku Kangxi ogłosił, iż produktywność cesarstwa osiągnęła poziom szczytu dynastii Ming i nie ma potrzeby podwyższania podatku ziemskiego w przyszłości, ponieważ potrzeby finansowe państwa są zabezpieczone. Była to prawdopodobnie najdonioślejsza decyzja całego jego panowania, bowiem pomimo inflacji, technologicznego postępu, coraz bardziej złożonego społeczeństwa i często dramatycznych nowych wyzwań jego następcy nie mogli podwyższyć podatku ziemskiego bez narażania się na zarzut działania niezgodnego z synowską nabożnością należną Kangxi.
Nie istniały podatki obciążające inne niż rolne nieruchomości, takie jak sklepy czy warsztaty rzemieślnicze, od których pobierano jedynie opłaty od rejestracji tytułu własności i sprzedaży. Było również bardzo niewiele podatków od produkcji rzemieślniczej, handlu hurtowego czy sprzedaży detalicznej. Chociaż szereg podatków pośrednich obciążała aktywność kupców, to sektor komercyjny w większej części pozostawał przeoczony przez państwo. Pobierano niewielkie cła i myta, oraz czerpano dochody z monopolu solnego i górnictwa, w szczególności wydobycia srebra i miedzi. Do nieregularnych dochodów należy zaliczyć mniej lub bardziej dobrowolne kontrybucje lub doraźne opłaty, mające na celu sfinansowanie różnych publicznych przedsięwzięć, oraz rosnącą pod koniec XVIII wieku sprzedaż urzędów. Aż do ostatniego półwiecza rządów Qingów wszystkie nierolnicze źródła przychodów pozostawały tylko niewielką częścią kwot uzyskiwanych z podatku ziemskiego. 
W sumie zatem państwo pobierało stosunkowo niewielkie podatki, co wiąże się również z przywiązaniem do polityki humanitarnych rządów, objawiającym się choćby w kilkukrotnym obniżaniu podatków, szczególnie w pomyślnych dekadach połowy XVIII stulecia. Najprawdopodobniej ludność Chin pozostawała niedostatecznie opodatkowana, zaś pozostawiając ekonomiczną nadwyżkę w jej rękach rząd subsydiował wzrost populacji, który ostatecznie sprawił, że jego zdolności zarządzania zostały krytycznie nadwyrężone. Ta niezdolność do ściągania większych podatków wiązała się przede wszystkim z faktem, że pomimo pewnych reform Mandżurowie zasadniczo odziedziczyli fiskalną słabość rządu Mingów wynikającą ze struktury podatkowej, w ramach której ściągano mniej niż pięć procent produktu narodowego brutto.

### Ekspansja terytorialna i mandżurski imperializm

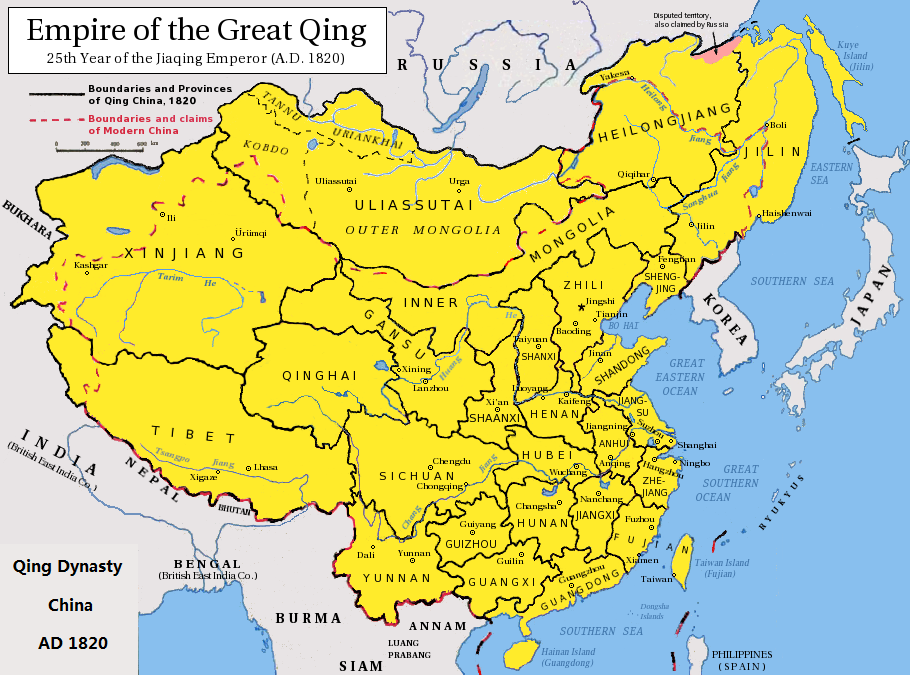
Cesarstwo Qing ok. 1820, w momencie największego rozrostu terytorialnego

Cesarstwo Qing było największym politycznym bytem kiedykolwiek mającym swoje centrum w Chinach. Mandżurowie ponad dwukrotnie powiększyli obszar imperium, co wiązało się z ich korzeniami w Azji Wewnętrznej. To one pomogły im stworzyć specyficzne chińsko-wewnątrzazjatyckie imperium, które pomimo pewnych podobieństw z cesarstwem Hanów czy Tangów nie było oparte na chińskich precedensach. Ówczesnych Chin nie da się zatem postrzegać jako biernej ofiary dziewiętnastowiecznego zachodniego i japońskiego imperializmu, jak to czynili nacjonalistyczni chińscy historycy, bowiem same Chiny także można widzieć jako kolejnego imperialistycznego gracza, przede wszystkim w osiemnastym, ale również w dziewiętnastym i na początku dwudziestego stulecia. Oznacza to również, że historii Qingów nie da się wpisać w stary model europejskiego wyzwania i azjatyckiej odpowiedzi. Najlepiej postrzegać ich państwo jako jedno z kilku lądowych imperiów tego okresu, takich jak Rosja, Imperium Osmańskie czy państwo Wielkich Mogołów, prowadzących politykę administracyjnej centralizacji, włączania wieloetnicznych społeczności i agresywnego osadnictwa, kosztem dawnych (najcześciej koczowniczych) kultur.
Pierwotne zaangażowanie Mandżurów w sprawy mongolskiej Azji Wewnętrznej wiązało się z walkami z Ligdan-chanem, które zostały opisane powyżej. To w tym wczesnym okresie południowi Mongołowie zostali włączeni w system chorągwi oraz ustanowiono Lifan Yuan. Dalsza ekspansja Mandżurów na terenie wschodniej Azji Wewnętrznej przebiegała według podobnego schematu – chcąc przeciwstawić się mongolskim próbom ustanowienia konkurencyjnego wobec nich imperium Mandżurowie stopniowo jednoczyli Mongołów wokół siebie, przy czym po pokonaniu Ligdan-chana ich głównym przeciwnikiem nie byli już Czyngisydzi, ale należący do Ojratów Dżungarowie. Ostatecznie rywalizacja z Dżungarami zaprowadziła Mandżurów aż do Tybetu i Wschodniego Turkiestanu.
Po śmierci Ligdan-chana Czaharowie, nadal rządzeni przez jego potomków, uznali zwierzchność Mandżurów. Ostatecznie jednak Czaharowie zbuntowali się przeciwko swoim nowym władcom i w 1675 Kangxi zabił ich przywódców oraz podzielił ich pomiędzy osiem nowych chorągwi podporządkowanych odpowiednim chorągwiom mandżurskim. Tym samym przestali oni istnieć jako autonomiczny dżasagh, który to urząd, zazwyczaj dzierżony przez Czyngisydów, odgrywał zasadniczą rolę w mandżurskich rządach nad Mongołami. W 1655 ośmiu wodzów Chałchasów zostało zaakceptowanych jako dżasaghowie uznający zwierzchność Mandżurów i w ten sposób ci ostatni rozciągnęli swoją władzę na kolejną grupę Mongołów.

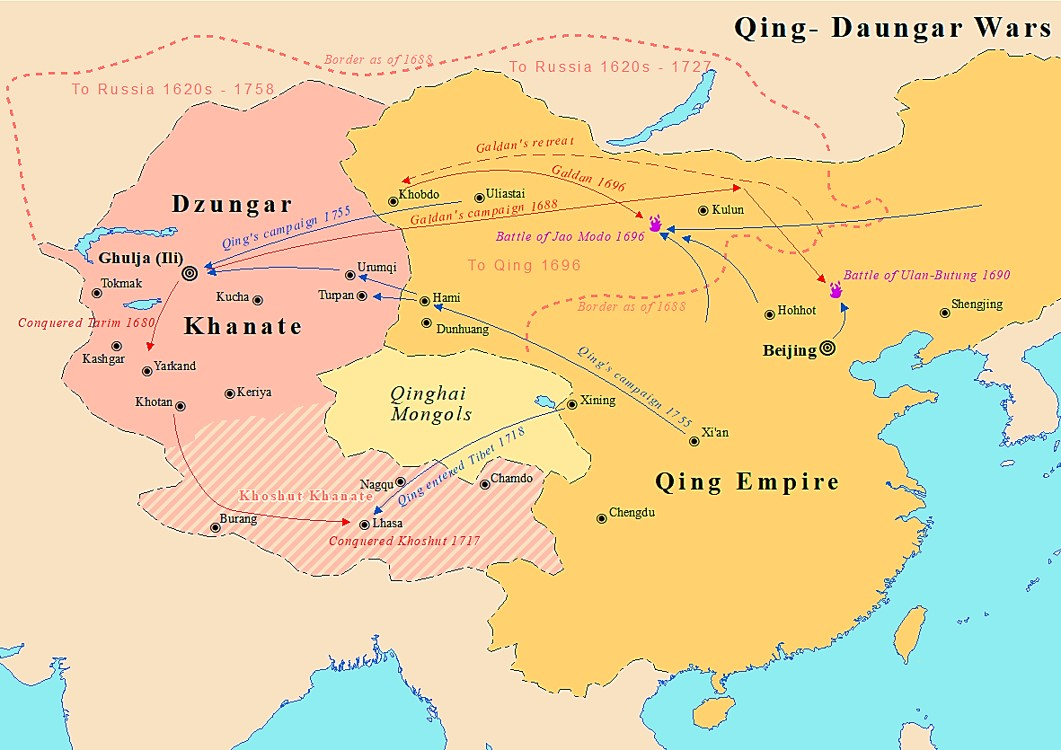
Wojny Cesarstwa Qing z Dżungarami

W tym samym czasie dzięki działaniom energicznych przywódców takich jak Batur Chung-Tajdży (1635–1653) i Gałdan Boszogtu-chan (1678–1697) Ojraci stworzyli nowy związek plemienny Dżungarów. W 1678 Gałdan uzyskał od dalajlamy Lobsanga Gjaco (zm. 1682) tytuł chana, co jasno wskazywało na imperialne pretensje Dżungarów. Jednocześnie świadczyło to o tym, że polityczna legitymizacja wśród Mongołów przestała polegać wyłącznie na czyngisydzkim pochodzeniu, ta bowiem mogła zostać zastąpiona przez sankcję religijną. Ten trend został zapoczątkowany przez samych Mandżurów, którzy uzasadniając swoją władzę nad Mongołami odwoływali się do tybetańskiego buddyzmu. To wszystko oznaczało jednak, że klucz do kontroli nad Mongołami zaczął znajdować się w tybetańskiej Lhasie, gdzie rezydował dalajlama.
W 1687 Gałdan zaatakował wschodnich Chałchasów, dokonując masowych zniszczeń. W 1689 Kangxi uregulował stosunki z Rosją w traktacie nerczyńskim i rok później, zachęcany do tego przez Chałchasów, rozpoczął otwartą wojnę z Gałdanem. W 1690 ten ostatni został pokonany w bitwie pod Ułan Butung, jednak ostateczne zwycięstwo Mandżurowie osiągnęli dopiero w 1697, po kilkuletniej wojnie na wyczerpanie, wraz ze śmiercią Gałdana. Najważniejszym rezultatem tych walk była decyzja Chałchasów podporządkowania się Mandżurom, do której doszło na konferencji w Dolon Nor w 1691.

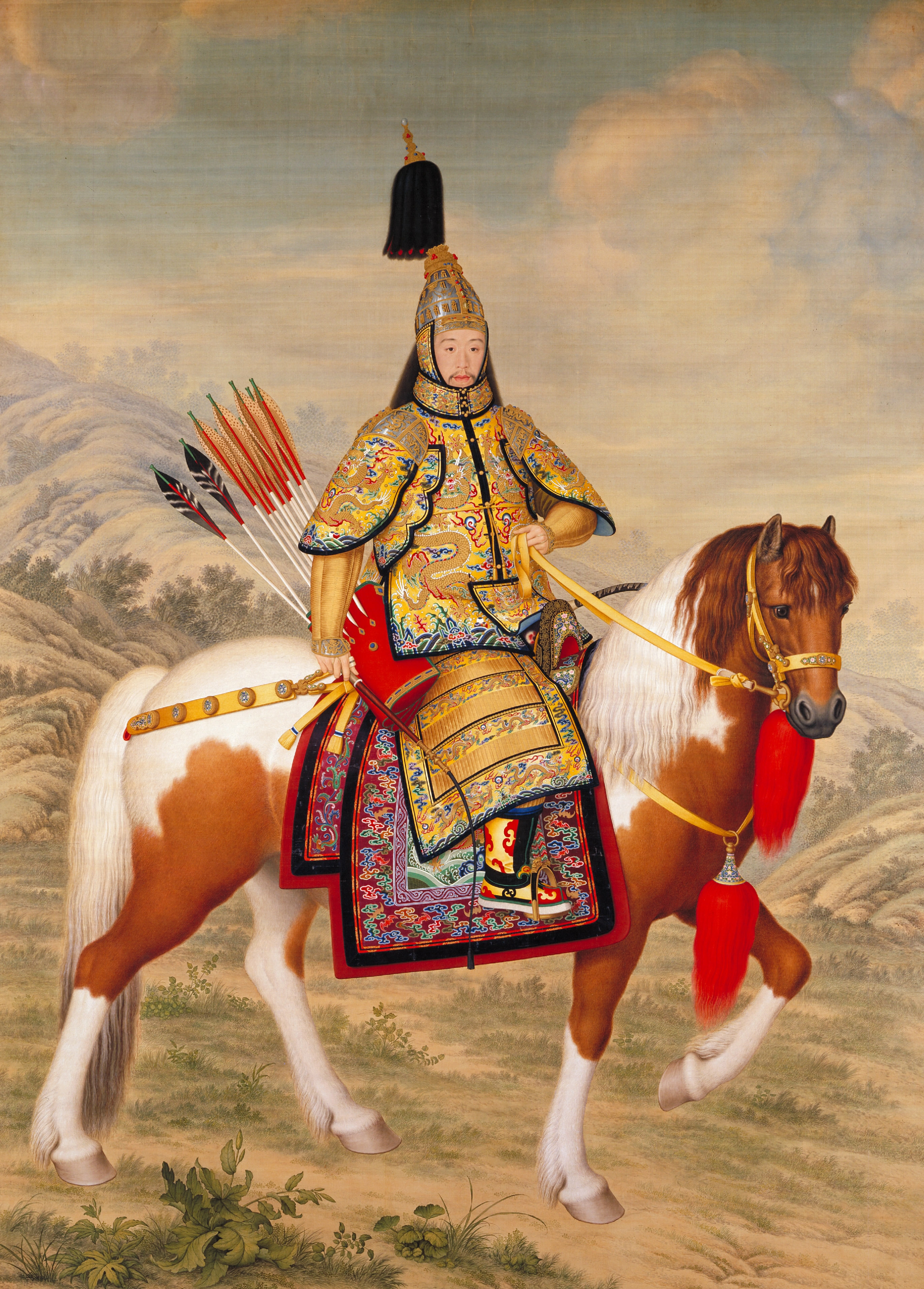
Portret konny cesarza Qianlonga w zbroi paradnej namalowany przez Giuseppe Castiglione, 1758. Muzeum Pałacowe

Następca Gałdana, Cełang Rabdan (1697–1727), starał się utrzymywać dobre relacje z Chinami, jednak konflikt był nieunikniony w sytuacji gdy Kangxi otwarcie żądał by Dżungarowie podporządkowali się Mandżurom tak samo jak pozostali Mongołowie. Dodatkowo obie strony rywalizowały o wpływy w Tybecie, gdzie za panowania młodego dalajlamy Cangjanga Gjaco (zm. ok. 1706) faktyczne rządy sprawował nastawiony antymandżursko regent Sangje Gjaco. W tej sytuacji Kangxi poparł chana Choszutów Lhazanga (1703–1717), który najechał Tybet i ustanowił w Lhasie nowego dalajlamę. Interwencja Lhazanga wywołała wielkie niezadowolenie wśród Tybetańczyków i w 1715 Dżungarowie, przedstawiający się jako obrońcy godności dalajlamy, pokonali Choszutów i zajęli Tybet, zabijając Lhazanga. W reakcji na te wydarzenia Mandżurowie przedsięwzięli bezpośrednią interwencją w Tybecie i do 1724 kraj ten został uwolniony od Dżungarów. Tybetański rząd miał odtąd być nadzorowany przez mandżurskich ambanów i Lifan Yuan. Tybetańczycy cieszyli się większą autonomią niż funkcjonujący w ramach systemu dżasaghów Mongołowie, ale chińska kontrola uległa zwiększeniu po stłumieniu rewolty w 1750. Od tej pory dalajlama, panczenlama i tybetańscy ministrowie wykonywali swoje funkcje współdziałając z chińskimi ambanami.

Zwycięstwo nad siłami Amursany pod Chorgos, rycina wykonana w 1774 w Paryżu na podstawie rysunku Jean Denis Attiret. Chester Beatty Library

Walki pomiędzy Mandżurami a Dżungarami wygasły wraz z dojściem do władzy Gałdana Cerena, jednak gdy ten w latach 30. ponowił ataki na Chałchasów wybuchły z nową siłą. Traktat pokojowy z 1739 ustalał granicę pomiędzy dwoma państwami, potwierdzając dotkliwe straty terytorialne Dżungarów, obejmujące Tuwę. W trakcie walk o sukcesję po Gałdan Cerenie wielu Ojratów przeszło na stronę Qingów i cesarz Qianlong wykorzystał sytuację w 1755 zajmując Dżungarię niemal bez walki. W 1756 wśród Dżungarów wybuchło jednak powstanie pod wodzą Amursany, któremu towarzyszyła rebelia Chałchasów, na których czele stał Chingünjav. Obie rebelie zostały szybo stłumione, a ich przywódcy zginęli. Do 1759 wojska Qianlonga opanowały całość Wschodniego Turkiestanu, który w 1768 został oficjalnie wcielony do imperium jako Xinjiang (nowa domena). Ta ostatnia kampania przeciwko Dżungarom, nękanym również przez epidemię ospy, doprowadziła do ich całkowitej zagłady i ogołocone z ludności stepy zostały następnie zasiedlone przez miliony poddanych Mandżurów. Na nowym terytorium ustanowiono mieszaną administrację – w jego wschodniej części powstały chińskie powiaty i prefektury, ale większość miejscowych koczowników i muzułmanów była rządzona przez lokalnych dżasaghów, dowódców chorągwi lub begów.

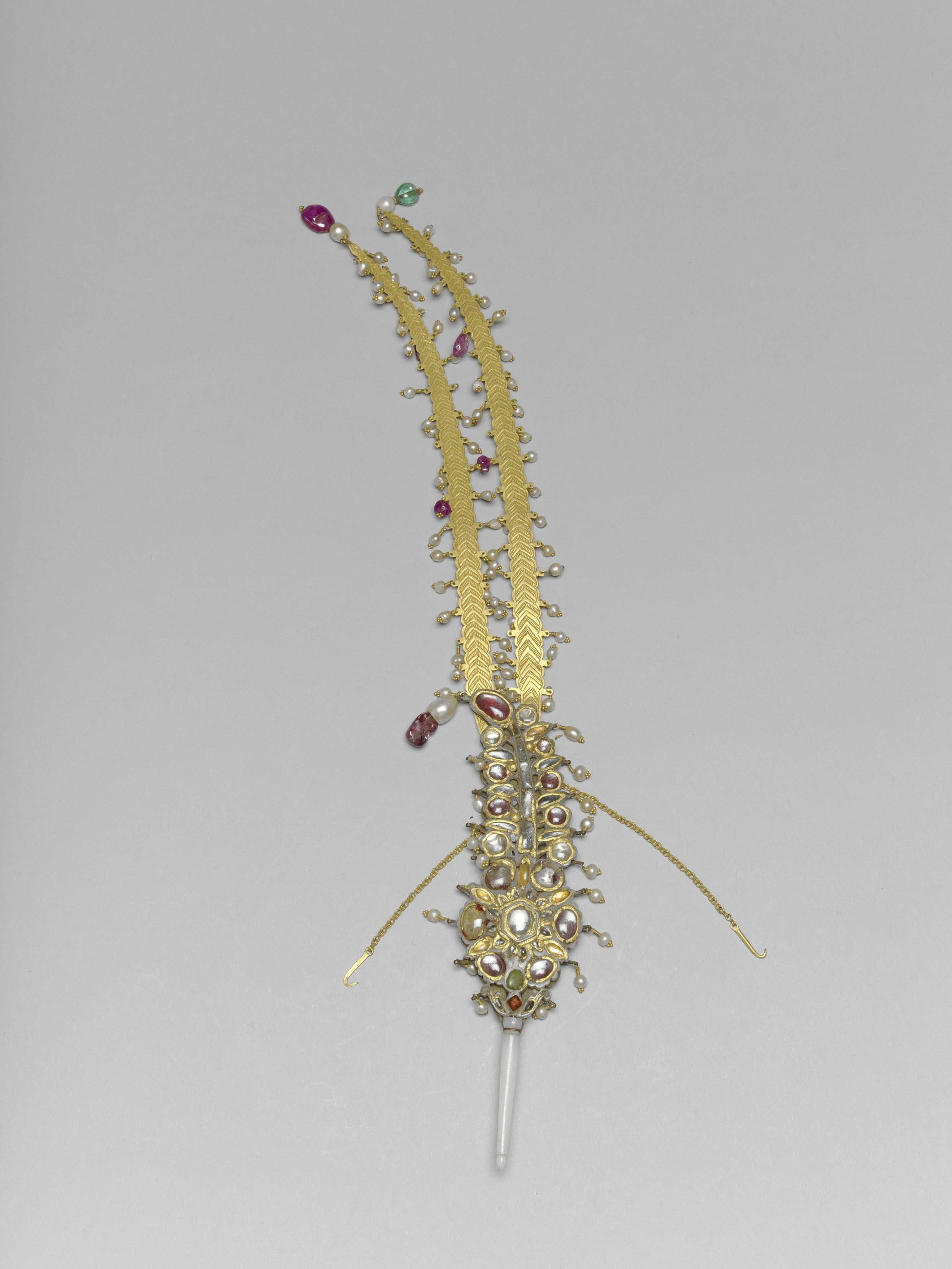
Złota egreta zdobiona perłą i szlachetnymi kamieniami podarowana mandżurskiemu dworowi przez Kaszgar w 1770. Narodowe Muzeum Pałacowe

Poza ich rodzimą Azją Wewnętrzną Qingowie poszerzyli również granice imperium na Południu, co wiązało się z opisanym powyżej procesem chińskiej kolonizacji. Postępująca sinizacja tego regionu, problematyczna w przypadku takich grup jak Miao, była procesem jeszcze trudniejszym w regionie chińsko–birmańskiego pogranicza obejmującego zachodni Junnan oraz górny bieg Mekongu i Irawadi. Chińska obecność na tych terenach została zapoczątkowana dopiero przez przybycie Wu Sangui i jego armii w 1659, ale od tego momentu szybko rosła. Region był zamieszkiwany przez Tajów wymieszanych z innymi grupami etnicznymi. Wu Sangui dążył do uznania chińskiej władzy przez lokalnych wodzów, ci jednak często uznawali się za poddanych kilku różnych organizmów politycznych, balansując pomiędzy nimi. Podobnie rosnące wpływy konfucjanizmu, objawiające się w powstawaniu szkół w pogranicznych miastach, były równoważone przez stare buddyjskie świątynie tradycji theravada. Ważną rolę odgrywali chińscy kupcy, którzy zdominowali regionalny handel. W latach 60. XVIII wieku Qianlong przedsięwziął szereg kampanii przeciwko Mjanmie, ale chociaż oficjalna propaganda opiewała je jako kolejne zwycięstwo, to w rzeczywistości ich bilans był raczej negatywny, bowiem tysiące mandżurskich i chińskich żołnierzy zmarło na skutek tropikalnych chorób, zaś zysk z nich był niewielki. Na przełomie XVIII i XIX wieku konsolidacja Mjanmy i Syjamu, w połączeniu z działaniami chińskimi, doprowadziła do upadku lokalnych władztw i wyklarowania się granic pomiędzy nowymi nowożytnymi państwami, które stopniowo wchłaniały region płynnego pogranicza. Za czasów Qingów do Chin przyłączono również Tajwan, chociaż, jak już wskazano powyżej, Mandżurowie starali się kontrolować chińską imigrację unikając konfliktów z miejscowymi plemionami.
W rezultacie ekspansji terytorialnej Qingów mieszkańcami cesarstwa byli nie tylko ludzie, którzy uważali się za Chińczyków, ale także duże społeczności, które nigdy wcześniej nie wchodziły w skład chińskiego państwa – Tybetańczycy, Ujgurzy, Mongołowie, Birmańczycy, Tajowie, rdzenna ludność Tajwanu i innych nowo skolonizowanych obszarów, zarówno na pograniczach, jak i na wyżynach wewnętrznych. To wielkie terytorium (lub przynajmniej jego większa część) oraz ogromna i stale rosnąca populacja, wraz ze wszystkimi towarzyszącymi jej napięciami, zostały przekazane sukcesorom – Republice Chińskiej i Chińskiej Republice Ludowej. Kwestia statusu tych ludów i terenów pozostaje przedmiotem najgłębszej kontrowersji pomiędzy chińską nacjonalistyczną historiografią a współczesnymi historykami zachodnimi. Jak wskazał Mark Elliott, przytłaczająca większość chińskich uczonych, którzy kwestionują nową historiografię dynastii Qing, zakłada że ekspansja Qingów była raczej naturalnym procesem wielkiej chińskiej jedności, niż podbojem czy kolonizacją. Ci sami chińscy historycy zachodnie odróżnianie pomiędzy imperium Mandżurów a samymi Chinami oraz mówienie o mandżurskim imperializmie i kolonializmie, a tym samym zaprzeczanie jakiejkolwiek naturalności procesu włączania kolejnych ludów i terytoriów w ramy cesarstwa Qing, traktują często jako kwestionowanie integralności terytorialnej współczesnych Chin.

### Filozofia i religia wieku pomyślności

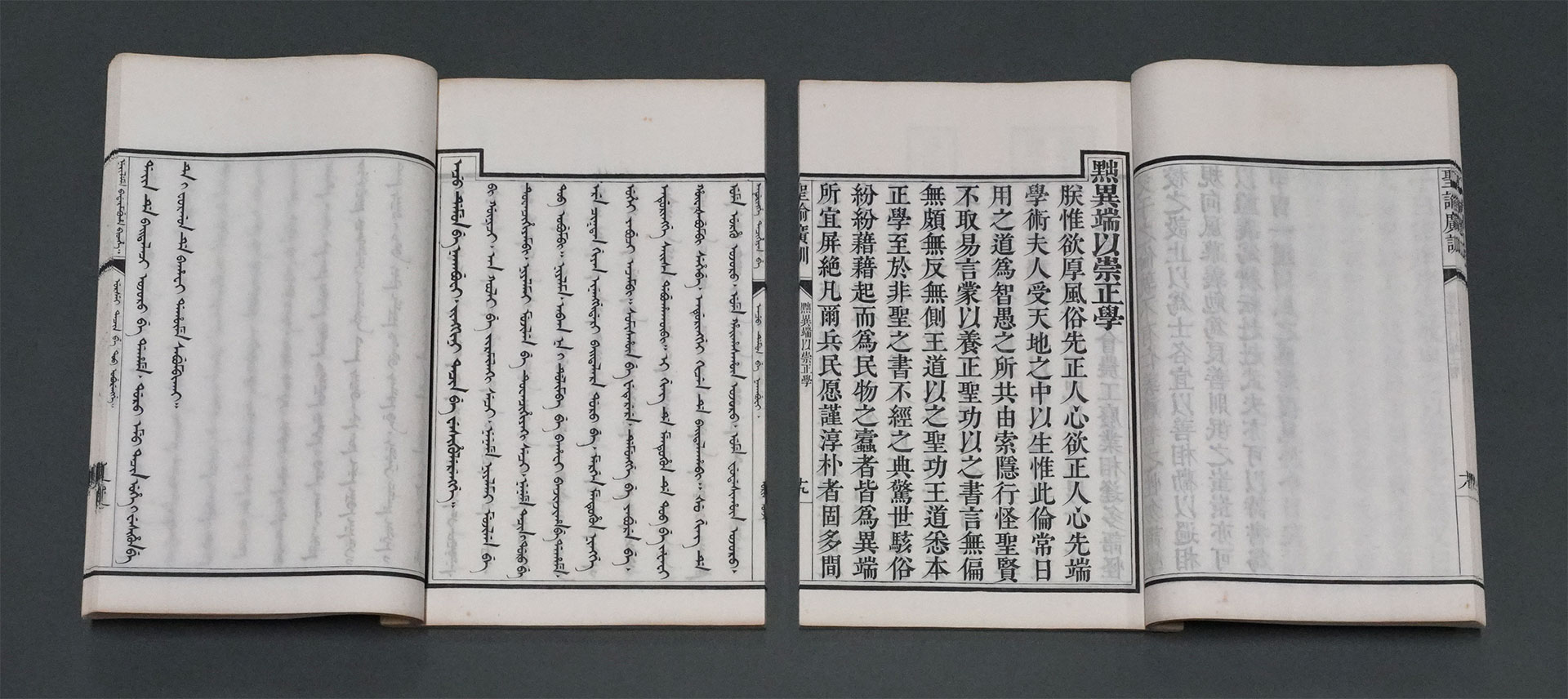
Święty Edykt cesarza Kangxi wraz z „rozszerzonymi instrukcjami” cesarza Yongzhenga wydany w 1724 w języku mandżurskim i chińskim przez cesarską drukarnię. Narodowe Muzeum Pałacowe

Zgodnie z raczej powszechną opinią wśród obcych dynastii panujących w Chinach to właśnie Qing odniosła największy sukces. Jakie jednak były jego źródła? Tacy uczeni jak Ping-ti Ho czy Pei Huang argumentowali, że jego zasadniczą przyczyną było świadome przyjęcie i promowanie tradycyjnej chińskiej kultury, która była pociągająca zarówno dla elit na poziomie lokalnym, jak i narodowym. Inni, utożsamiani z nową historiografią dynastii Qing, do której reprezentantów zalicza się m. in. Pamelę Crossley i Marka Elliotta, klucza do sukcesu Mandżurów upatrywali w ich hierarchicznie pojmowanej wielokulturowości, a w szczególności umiejętności wykorzystania kulturowych więzi z niechińskimi ludami Azji Wewnętrznej oraz zróżnicowania administracji regionów niechińskich i administracji Chin właściwych. Jest czymś oczywistym, że istnieje owocne stanowisko pośrednie pomiędzy tymi dwiema interpretacjami, zaś wymienionym tutaj zagadnieniom w tym artykule poświęcono już sporo miejsca przy omawianiu kwestii pochodzenia Mandżurów i ich ekspansji w Azji Wewnętrznej.
Kiedy Mandżurowie pokonali dynastię Ming i założyli dynastię Qing chińscy intelektualiści, tak samo jak po podbiciu cesarstwa Song przez Mongołów, „raz jeszcze zostali postawieni przed problemem jak wyjaśnić to, że Konfucjańska Droga zawiodła. Ponownie odpowiedzieli, iż Droga została źle zrozumiana i była nędznie praktykowana”. Oznaczało to atak na całą konfucjańską tradycję od czasów Song do Ming. Tacy uczeni epoki Qing jak Gu Yanwu i Wei Yuan postulowali powrót do rozumienia konfucjanizmu zawartego w komentarzach z epoki Han, które ich zdaniem reprezentowały jego czystszą formę, ponieważ powstały w okresie bliższym Konfucjuszowi. Jednocześnie oskarżali konfucjanistów czasów Song do Ming, że ich interpretacja Drogi była błędna, ponieważ skażona wpływami buddyzmu i taoizmu. Z powyższych powodów nazywali swój ruch „nauka Han” (hanxue) i przeciwstawiali go „nauce Song” (songxue), czyli konfucjanizmowi rozwiniętemu w okresie dynastii Song. Wang Fuzhi, Yan Yuan i Dai Zhen poszli jeszcze dalej, ponieważ uznali że konfucjanizm uległ wypaczeniu już w epoce Qin i Han, a całe późniejsze nauczanie było tylko błędnym konfucjanizmem.
W sumie zatem, chociaż zachodni uczeni tradycyjnie ujmowali konfucjanizm epoki Song do Qing łącznie jako tzw. neokonfucjanizm, to w rzeczywistości za panowania Mandżurów doszło do istotnego zerwania z wcześniejszą tradycją. Liu Shu-hsien wiąże to z porzuceniem zasady „Wzajemnego Powiązania pomiędzy Drogą Nieba a ludzką naturą i przeznaczeniem” (tian-dao-xing-ming-xiang-guan-tong, 天道性命相貫通) na rzecz poglądu całkowicie naturalistycznego. I tak Wang Fuzhi uważał, że nie istnieje li (zasada) odrębne od qi, ale że zasada jest po prostu modelem aktualnych rzeczy i zdarzeń. Według niego zarówno szkoła zasad jak i szkoła umysłu (zobacz Neokonfucjanizm) miały tendencję do reifikacji li, co prowadziło do odwrócenia uwagi ludzi od tego świata i zwrócenia się ich do poszukiwania ostatecznej zasady. Według Wanga ta pozaświatowa spekulacja była konsekwencją zepsucia konfucjanizmu przez buddyzm i taoizm i główną przyczyną pokonania Chińczyków przez Mandżurów. Podobnie wrogi bezowocnemu teoretyzowaniu był Yan Yuan, który naciskał na praktyczny wymiar konfucjanizmu. Jego zdaniem powinno się ćwiczyć w sześciu sztukach, których nauczał Konfucjusz: ceremoniale, muzyce, łucznictwu, powożeniu rydwanem, czytaniu i matematyce. Badanie rzeczy, gewu, to zdobywanie mistrzostwa w umiejętnościach posiadanych przez mędrców, którzy byli ludźmi czynu. W przeciwieństwie do nich współcześni konfucjaniści są zniewieściałymi i nieefektywnymi intelektualistami, w wyniku czego ponieśli klęskę w walce z Mandżurami. Tego rodzaju nacisk na praktykę był charakterystyczny również dla konfucjańskiej szkoły sztuki rządzenia (jingshi xue), która unikała filozoficznych spekulacji, koncentrując się na szukaniu praktycznych rozwiązań problemów stojących przed administracją państwa. Istotna już w XVIII wieku, szkoła ta jeszcze zyskała na znaczeniu w obliczu narastających problemów dynastii w następnym stuleciu.
Również Dai Zhen, uważany za największego filozofa epoki Qing, sprzeciwiał się wcześniejszemu dualizmowi, twierdząc iż doprowadził on do lekceważenia empirycznego świata i przekonania, że w ludziach istnieje dychotomia pomiędzy naturą a uczuciami. Argumentował, że Droga jest niczym więcej niż uporządkowanym wzorem poruszeń qi, nie zaś metafizyczną zasadą. Jednocześnie uważał, że klasycy są kluczem do zrozumienia Drogi, zaś ich poprawna interpretacja wymaga dokładnego badania tekstu za pomocą metod filologicznych. Ten nacisk na szczegółowe badania filologiczne wiąże się z powstaniem szkoły badania świadectw (kaozheng xue), której przedstawiciele nie tylko podważyli wiele ortodoksyjnych interpretacji konfucjańskich tekstów, ale czasami również kwestionowali ich autentyczność. Dwudziestowieczni nacjonalistyczni chińscy historycy widzieli w szkole badania świadectw zalążek myślenia naukowego, podczas gdy ich późniejsi krytycy zwracali uwagę na konserwatywny wymiar szkoły, która zmierzała do odzyskania autentycznego tekstu klasyków, pojmowanych jako repozytorium objawionej prawdy, i przywrócenia przepisanego społecznego i moralnego porządku. Chociaż wywrotowy charakter szkoły pozostaje przedmiotem dyskusji, to nie ulega wątpliwości, że w wyniku jej oddziaływania życie intelektualne epoki Qing uległo znaczącemu przekształceniu.

Talerz ze sceną przedstawiającą matkę uczącą dziecko w palecie famille rose, 1743. Narodowe Muzeum Pałacowe

Podczas gdy niezależni chińscy uczeni starali się dokonać reinterpretacji konfucjanizmu w taki sposób, by odpowiadał on na wyzwania nowych czasów, panująca dynastia dążyła do sformułowania na jego podstawie nowej konserwatywnej ortodoksji, która służyłaby uzasadnieniu jej rządów. Cesarze dynastii Qing, tak samo jak ich poprzednicy, sprawowali tradycyjne ceremonie ku czci dynastycznych przodków oraz rytuały związane z porami roku i wzajemnym oddziaływaniem człowieka i natury. Jak już opisano powyżej, jednym z najważniejszych narzędzi indoktrynacji był system egzaminów, uczestnictwo w którym łączyło dużą grupę stanowiących elitę imperium ludzi podzielających wspólną kulturę oraz domyślnie akceptujących rządy Mandżurów. Tak samo jak w czasach poprzednich dynastii, cesarze byli wielkimi patronami piśmiennictwa, w szczególności zaś gigantycznych kompilacji, co było jednym z istotnych elementów sprawowania kontroli nad życiem intelektualnym państwa. 
Na początku lat 80. rozpoczęto proces kompilowania oficjalnej historii dynastii Ming. Kangxi patronował również słynnemu Słownikowi Kangxi oraz wielkiej encyklopedii w 5020 rozdziałach. Największym przedsięwzięciem tego rodzaju była jednak Kompletna Biblioteka Czterech Skarbców (Siku Quanshu), skompilowana za panowania Qianlonga, która w założeniu miała w sobie zawierać wszystkie wielkie dzieła chińskiej klasyki, historii, filozofii i literatury pięknej. Włączono do niej 3697 dzieł, zaś całość, zbyt wielką by ją wydrukować, przepisano w 7 rękopisach (sam drukowany katalog liczył 4490 stron). Przedsięwzięcie to zdominowali uczeni szkoły badania świadectw, przy czym patronując ich komentatorskiej działalności, tak samo jak uczonym hołdującym nauce Han czy Song, cesarz poprzez swoich biurokratów sprawował kontrolę nad ich poczynaniami.
Cesarze nie tylko pilnowali by intelektualiści za bardzo nie odeszli od obowiązującej ortodoksji, angażując ich w sponsorowane przez państwo przedsięwzięcia, ale również starali się indoktrynować prostych ludzi. Jako przykład działań w tym kierunku może posłużyć Święty Edykt (shengyu) cesarza Kangxi wydany w 1670 w formie 16 maksym, którymi należy się kierować w codziennym postępowaniu. Ten tekst, przedstawiający rdzeń konfucjańskiej ortodoksji w odniesieniu do przeciętnego obywatela, był odczytywany na wiejskich zebraniach, czasami w wersji w języku potocznym, zaś z biegiem czasu obrósł w sporą liczbę komentarzy, parafraz, adaptacji itp. W 1724 Yongzheng ogłosił liczące 10 tys. znaków „rozszerzone instrukcje” odnoszące się do Świętego Edyktu, które miały wyjaśnić wszelkie wątpliwości, jednak większość adresatów tekstu nie była w stanie go pojąć, dlatego urzędnicy przygotowali parafrazy w języku potocznym. Trudno stwierdzić, jaki wpływ miały te poczynania na kulturę ludową.
Cesarze starali się również oddziaływać na ludową religię, w szczególności poprzez deifikację słynnych postaci z dawnych czasów. Najbardziej typowym przykładem jest kult Guan Yu, jednego z bohaterów epoki Trzech Królestw, który „stał się wszechobecnym ludowym bóstwem lojalności, bogactwa, literatury, protektorem świątyń, patronem aktorów i tajnych stowarzyszeń, a także bogiem wojny”. W 1614 Mingowie wynieśli go do rangi cesarza, i odtąd nazywany był „Cesarzem Guan” – Guandi. W 1725 jego kult poddano systematycznej kontroli cesarskiej i najlepiej uposażone z setek jego ludowych świątyń w każdym powiecie wybrano jako oficjalne świątynie Guandi. W 1853 Qingowie nadali jego kultowi podczas oficjalnych ofiar taką samą rangę, jaką miał kult Konfucjusza. W rezultacie tych działań kult Guandi został całkowicie skonfucjanizowany i stał się on „bohaterskim obrońcą i żywicielem, wojownikiem nade wszystko lojalnym wobec ustanowionej władzy i porządku”. Promocja kultów aprobowanych przez państwo w południowych Chinach była tak skuteczna, że w środkowym okresie Qing lokalnych bogów faktycznie zastąpiono kilkoma zaaprobowanymi bóstwami. Przykładem może być bogini Mazu, którą w 1737 Qianlong uczynił Cesarzową Niebą. Kiedy najważniejsze lokalne lineaże przyjęły ją za swoją patronkę, „stała się użytecznym symbolem w obu sferach, urzędowej i lokalnej. Miejscowe elity, mając ją za patronkę, współpracowały według zasad aprobowanych przez państwo. Stanowiła symbol włączania się w główny nurt chińskiej kultury”.

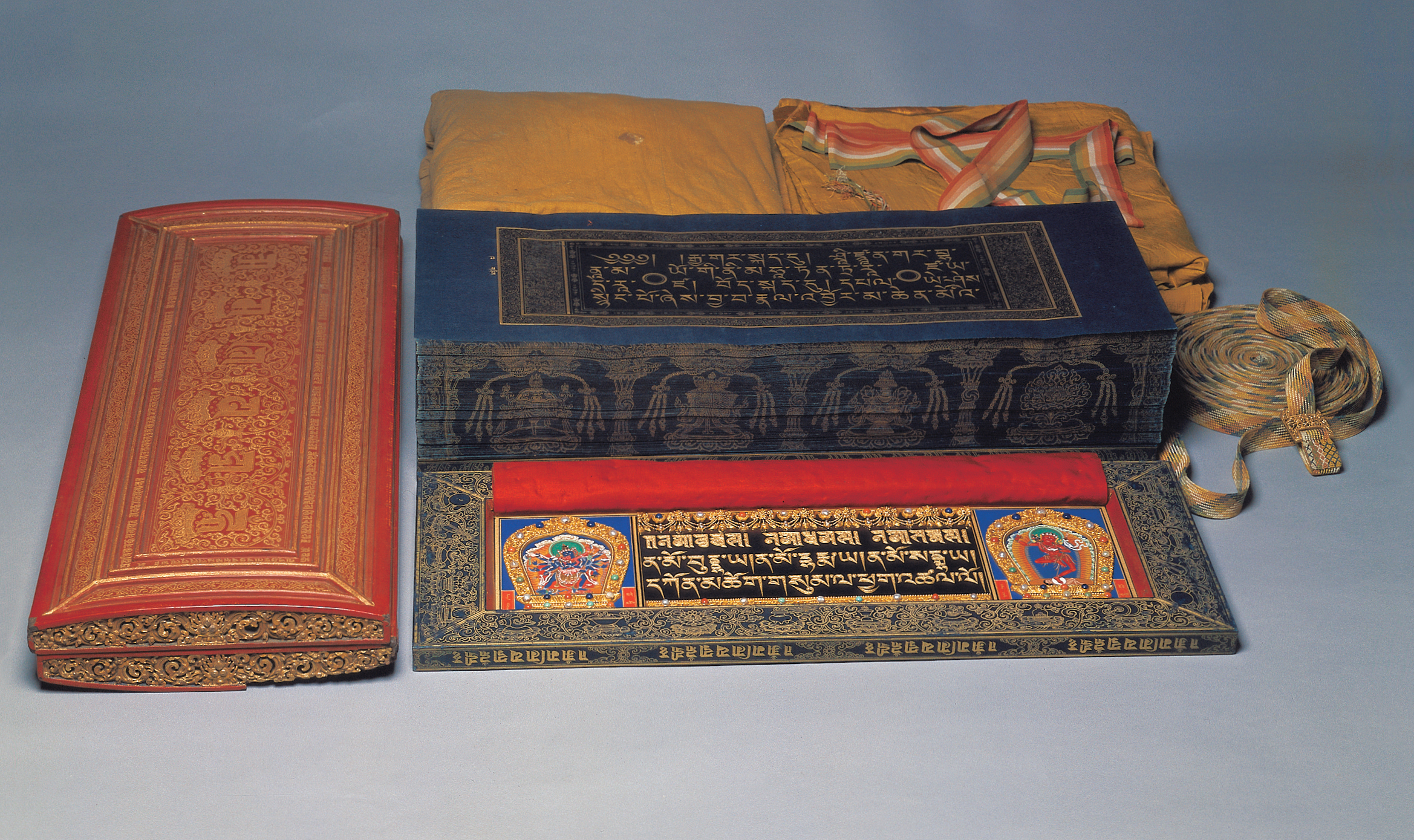
Tzw. Kangjur Kangxi, rękopis tybetańskiego kanonu buddyjskiego wykonany na zlecenie wielkiej cesarzowej wdowy Zhaosheng i ukończony w 1669. Narodowe Muzeum Pałacowe

Życie religijne epoki Qing było szczególnie bogate, ponieważ przybyli z Azji Wewnętrznej Mandżurowie przynieśli ze sobą nowe formy kultu, takie jak szamanizm i tybetański buddyzm, wykazując się jednocześnie szczególną tolerancją wobec tradycyjnych chińskich form religijności. Jak to już opisano powyżej, jako chińscy cesarze Mandżurowie sprawowali oficjalne praktyki religijne powiązane z konfucjanizmem oraz patronowali chińskiej religii ludowej. Obok tego jednak istniał sponsorowany przez cesarzy państwowy szamanizm, jak również patronat nad chińskim i tybetańskim buddyzmem. Prywatne rytuały odbywane na wewnętrznym dworze Qingów łączyły ze sobą tradycje szamanistyczne, taoistyczne, wywodzące się z buddyzmu chińskiego i tybetańskiego, jak i religii ludowej. W epoce Qing buddyzm posiadał większe znaczenie niż taoizm, ciesząc się znacznie większym intelektualnym poważaniem, jak i instytucjonalną obecnością oraz liczbą mnichów i świeckich wyznawców. Cesarze dynastii Qing wspierali buddyzm, szczególnie w jego tybetańskiej wersji, podczas gdy taoizm był raczej dyskryminowany. Kangxi, Yongzheng i Qianlong zbudowali lub odnowili w Pekinie 32 klasztory związane z buddyzmem tybetańskim, poza stolicą zamieniając na tybetańskie dziesiątki chińskich klasztorów. Ponadto Mandżurowie ustanowili ponad tysiąc klasztorów i świątyń w Mongolii, Xinjiangu i na innych peryferyjnych obszarach, przy czym de facto służyły one jako scentralizowane państwowe instytucje w zdecentralizowanym społeczeństwie koczowników. Według niektórych szacunków za panowania Qianlonga więcej niż 30% mężczyzn w Mongolii żyło w klasztorach.
Szkołą tybetańskiego buddyzmu, którą popierali Mandżurowie, była gelugpa, przy czym włączali oni do niej praktyki o charakterze mongolskim czy chińskim, co objawiało się choćby we wprowadzeniu na tybetańskie ołtarze chińskiego Guandi za panowania Jiaqinga (1796–1820) i Daoguanga (1820–1850). Cztery główne szkoły chińskiego buddyzmu epoki Qing to tiantai, huayan, jingtu (szkoła czystej krainy) i chan. Najpopularniejszą z nich była szkoła czystej krainy, która kładła nacisk na zbawienie poprzez wiarę i dobre uczynki, mające doprowadzić do odrodzenia w Zachodnim Raju Buddy Amitabhy. Dwie główne szkoły ówczesnego taoizmu to quanzhen, szkoła północna z siedzibą w Pekinie, oraz zhengyi, szkoła południowa z siedzibą na górze Longhu w prowincji Jiangxi. Chociaż Mandżurowie oficjalnie aprobowali chiński buddyzm i taoizm, to ich postawa wobec tych religii była jednak nacechowana pewną podejrzliwością, odnoszącą się zresztą do wszystkich organizacji pozostających poza systemem oficjalnych ofiar, co objawiało się w prawnym limitowaniu liczby mnichów, świątyń i klasztorów, jak również pewnych ich aktywności.

## Późna epoka Qing

### Kryzys i próby reform
Panujący Mandżurowie ograniczali handel zagraniczny, który prowadzony mógł być tylko przez uprzywilejowane, monopolistyczne przedsiębiorstwa, pod ich nadzorem. Kontakty handlowe z Europą realizowane były prawie wyłącznie przez kupców portugalskich, holenderskich i angielskich. Wyznaczono im jednakże nieliczne, ograniczone strefy handlowe, w rejonie portów Makau i Kanton na południu Chin.
Wobec represyjnych rządów dynastii Qing, przez cały XVIII w. wybuchały w Chinach różne bunty i powstania, najczęściej mniejszości narodowych, chłopów i sekt religijnych. Największym z nich było powstanie zorganizowane w 1793 r. przez bractwo religijne Białego Lotosu, które dążyło do usunięcia Mandżurów i przywrócenia chińskiej dynastii Ming, czyli państwa narodowego. Powstańcy opanowali górzyste terytoria środkowych i zachodnich prowincji Chin, gdzie wojska rządowe nie były w stanie uśmierzyć tych buntów. Udało im się to dopiero przy wsparciu oddziałów lokalnych feudałów ziemskich, wyższych urzędników i duchowieństwa, przeciwko którym też występowali chłopscy powstańcy.
Po wojnach domowych i z mocarstwami europejskimi rządzący Chinami Mandżurowie zrozumieli konieczność unowocześnienia gospodarki, zreformowania armii i rezygnacji z izolacji wobec świata zewnętrznego. W Pekinie powołano wtedy specjalny urząd, którego zadaniem było nawiązanie stosunków gospodarczych i naukowych z zagranicą oraz przeprowadzenie reform w Cesarstwie z wykorzystaniem osiągnięć światowych. Ze środków państwowych wybudowano szereg stoczni okrętowych, fabryk metalurgicznych i zbrojeniowych, arsenałów, kopalń węgla kamiennego, uruchomiono w 1881 r. pierwszą linię kolejową w północnych Chinach. Równocześnie kapitaliści zagraniczni i rodzimi budowali liczne przedsiębiorstwa przemysłu lekkiego, przetwórstwa produktów rolniczych, materiałów budowlanych i komunalne.
Wysiłki Chińczyków, by wyrwać się z zacofania gospodarczego były jednakże skutecznie hamowane przez wielkie kataklizmy przyrody i obce mocarstwa, głównie europejskie. W latach 1876–1879 na skutek dotkliwej trzyletniej suszy i plagi szarańczy w całym prawie kraju wystąpiła klęska głodu i epidemicznych chorób, które spowodowały śmierć ok. 13 mln ludzi. Natomiast w 1887 r. w wyniku powodzi w dorzeczu rzeki Żółtej, która zmieniła wtedy swój bieg, utonęło i zmarło z głodu ok. 1,5 mln osób.
Chiny przez długie wieki, do połowy XIX wieku prowadziły politykę izolacjonistyczną. Dopiero po pokonaniu przez mocarstwa zachodnie w wojnach opiumowych, skutkującym koniecznością zawierania nierównych traktatów handlowych, oraz po wielkich powstaniach ludowych połowy XIX wieku (powstanie tajpingów), dostrzeżono na dworze cesarskim w Chinach konieczność podjęcia reform w celu wzmocnienia państwa. Rozpoczęto przejmowanie wzorców zachodnich w dziedzinie nauki i przemysłu. W największych miastach otwarto szkoły z nauczaniem „zachodnich” przedmiotów i języków, część studentów była wysyłana za granicę.
Polityka modernizacji Chin według zachodnich wzorców nazwana została „polityką samoumocnienia”. Od 1861 do 1894 bardziej otwarci i wykształceni przedstawiciele lokalnych władz (m.in. Zeng Guofan, Li Hongzhang, Liu Mingchuan) byli aktywni we wprowadzaniu nowoczesnych instytucji państwa, rozwoju przemysłu, transportu i komunikacji. Modernizowano również armię i marynarkę wojenną. Jednakże wszystkie te zmiany wprowadzano z dużymi oporami biurokracji różnych szczebli, ukształtowanej w gospodarce feudalnej i wyznającej tradycyjną ideologię neokonfucjańską. Kraj był wyniszczony przez rebelie wewnętrzne. Ponadto, państwa zachodnie i modernizująca się również w tym czasie Japonia, rozpoczęły ekspansję na chińskie terytorium.

### Wojny z Japonią, Francją i Wlk. Brytanią
W okresie ostatniego ćwierćwiecza XIX w. Chiny zaatakowane zostały przez Japonię, Francję i Wielką Brytanię. W 1872 Japończycy zajęli i anektowali wyspę Okinawę, a w 1875 rozpoczęli zbrojną interwencję na Półwyspie Koreańskim. Natomiast Francja, po krótkiej wojnie z Chinami w 1884–1885 przejęła pod swój protektorat prowincję Tonkin w północnym Wietnamie. Podobnie w 1886, po wyparciu wojsk chińskich z Birmy na półwyspie Indochińskim, kraj ten wcielony został do Imperium Brytyjskiego. Z kolei w latach 1894–1895 doszło do wojny chińsko-japońskiej. Japonia rozgromiła słabe wojska chińskie w północnej Korei i w południowej Mandżurii, zdobyła półwysep Liaodong i po wymuszonym pokoju przejęła, na mocy traktatu z Shimonoseki, wyspę Tajwan, zaś Korea została uniezależniona od Chin, które zobowiązane zostały też do zapłacenia dużej kontrybucji na rzecz Japonii.
To „oskubywanie” Cesarstwa Chińskiego trwało aż do początków XX w. W 1905 r. Japonia objęła protektorat nad Koreą i Mandżurią. Wcześniej, w 1900 r., Mandżuria znalazła się w strefie wpływów Rosji, co trwało 5 lat do czasu przegranej przez nią wojny z Japonią. Równocześnie przez całe drugie półwiecze XIX stulecia rozszerzały się wpływy państw europejskich i USA w Chinach, przejmowały one porty, terytoria na wybrzeżach, uzyskiwały koncesje na wydobywanie kopalin i coraz szersze przywileje handlowe. Do grona okupantów dołączyły też w 1897 r. Niemcy, których wojska obsadziły Półwysep Szantung nad Morzem Żółtym.

## Władcy z dynastii Qing (清)
- 洪太極 – Hong Taiji (1626–1643), syn Nurhaczego
- 順治世祖 – Shunzhi Shizu (1644–1661)
- 康熙聖祖 – Kangxi Shengzu (1662–1722)
- 雍正世宗 – Yongzheng Shizong (1723–1735)
- 乾隆高宗 – Qianlong Kaozong (1736–1795)
- 嘉慶仁宗 – Jiaqing Renzong (1796–1820)
- 道光宣宗 – Daoguang Xuanzong (1821–1850)
- 咸豐文宗 – Xianfeng Wenzong (1850–1861)
- 同治穆宗 – Tongzhi Muzong (1862–1875)
- 光緒德宗 – Guangxu Dezong (1875–1908)
- 宣統溥儀 – Xuantong Puyi (1908–1912)

## Drzewo genealogiczne
|                               |                               |                               |                               |                                |                                |                                |                                |                                             |                                             |                                             |                                             |                                             |                                             |                                   |                                   |                                                 |                                                 |                                                 |                                                 |                                                 |                                                 |                             |                             |                                     |                                     |                                     |                                     |                                     |                                     |                                   |                                   | Aisin Gioro                       |                                   |                                   |                                   |                                   |                                   |                               |                               |                                   |                                   |                                   |                                   |                                       |                                       |                                       |                                       |                                       |                                       |                                  |                                  |                                  |                                  |                               |                               |                               |                               |  |  |  |  |  |  |  |  |  |  |  |  |  |  |  |  |  |  |  |  |  |  |  |  |  |  |  |  |  |  |
|                               |                               |                               |                               |                                |                                |                                |                                |                                             |                                             |                                             |                                             |                                             |                                             |                                   |                                   |                                                 |                                                 |                                                 |                                                 | Taksi zm.1583                                   |                                                 |                             |                             |                                     |                                     |                                     |                                     |                                     |                                     |                                   |                                   |                                   |                                   |                                   |                                   |                                   |                                   |                               |                               |                                   |                                   |                                   |                                   |                                       |                                       |                                       |                                       |                                       |                                       |                                  |                                  |                                  |                                  |                               |                               |                               |                               |  |  |  |  |  |  |  |  |  |  |  |  |  |  |  |  |  |  |  |  |  |  |  |  |  |  |  |  |  |  |
|                               |                               |                               |                               |                                |                                |                                |                                |                                             |                                             |                                             |                                             |                                             |                                             |                                   |                                   |                                                 |                                                 |                                                 |                                                 |                                                 |                                                 |                             |                             |                                     |                                     |                                     |                                     |                                     |                                     |                                   |                                   |                                   |                                   |                                   |                                   |                                   |                                   |                               |                               |                                   |                                   |                                   |                                   |                                       |                                       |                                       |                                       |                                       |                                       |                                  |                                  |                                  |                                  |                               |                               |                               |                               |  |  |  |  |  |  |  |  |  |  |  |  |  |  |  |  |  |  |  |  |  |  |  |  |  |  |  |  |  |  |
|                               |                               |                               |                               |                                |                                |                                |                                |                                             |                                             |                                             |                                             |                                             |                                             |                                   |                                   |                                                 |                                                 |                                                 |                                                 |                                                 |                                                 |                             |                             |                                     |                                     |                                     |                                     |                                     |                                     |                                   |                                   |                                   |                                   |                                   |                                   |                                   |                                   |                               |                               |                                   |                                   |                                   |                                   |                                       |                                       |                                       |                                       |                                       |                                       |                                  |                                  |                                  |                                  |                               |                               |                               |                               |  |  |  |  |  |  |  |  |  |  |  |  |  |  |  |  |  |  |  |  |  |  |  |  |  |  |  |  |  |  |
|                               |                               |                               |                               |                                |                                |                                |                                |                                             |                                             |                                             |                                             |                                             |                                             |                                   |                                   |                                                 |                                                 |                                                 |                                                 | Nurhaczy 努尔哈赤 1559–1626                     | Nurhaczy 努尔哈赤 1559–1626                     | Nurhaczy 努尔哈赤 1559–1626 | Nurhaczy 努尔哈赤 1559–1626 | Nurhaczy 努尔哈赤 1559–1626         | Nurhaczy 努尔哈赤 1559–1626         |                                     |                                     |                                     |                                     |                                   |                                   |                                   |                                   |                                   |                                   |                                   |                                   |                               |                               |                                   |                                   |                                   |                                   | Surhaci 1564–1611 książę Zhuang       | Surhaci 1564–1611 książę Zhuang       | Surhaci 1564–1611 książę Zhuang       | Surhaci 1564–1611 książę Zhuang       | Surhaci 1564–1611 książę Zhuang       | Surhaci 1564–1611 książę Zhuang       |                                  |                                  |                                  |                                  |                               |                               |                               |                               |  |  |  |  |  |  |  |  |  |  |  |  |  |  |  |  |  |  |  |  |  |  |  |  |  |  |  |  |  |  |
|                               |                               |                               |                               |                                |                                |                                |                                |                                             |                                             |                                             |                                             |                                             |                                             |                                   |                                   |                                                 |                                                 |                                                 |                                                 | Nurhaczy 努尔哈赤 1559–1626                     | Nurhaczy 努尔哈赤 1559–1626                     | Nurhaczy 努尔哈赤 1559–1626 | Nurhaczy 努尔哈赤 1559–1626 | Nurhaczy 努尔哈赤 1559–1626         | Nurhaczy 努尔哈赤 1559–1626         |                                     |                                     |                                     |                                     |                                   |                                   |                                   |                                   |                                   |                                   |                                   |                                   |                               |                               |                                   |                                   |                                   |                                   | Surhaci 1564–1611 książę Zhuang       | Surhaci 1564–1611 książę Zhuang       | Surhaci 1564–1611 książę Zhuang       | Surhaci 1564–1611 książę Zhuang       | Surhaci 1564–1611 książę Zhuang       | Surhaci 1564–1611 książę Zhuang       |                                  |                                  |                                  |                                  |                               |                               |                               |                               |  |  |  |  |  |  |  |  |  |  |  |  |  |  |  |  |  |  |  |  |  |  |  |  |  |  |  |  |  |  |
|                               |                               |                               |                               |                                |                                |                                |                                |                                             |                                             |                                             |                                             |                                             |                                             |                                   |                                   |                                                 |                                                 |                                                 |                                                 |                                                 |                                                 |                             |                             |                                     |                                     |                                     |                                     |                                     |                                     |                                   |                                   |                                   |                                   |                                   |                                   |                                   |                                   |                               |                               |                                   |                                   |                                   |                                   |                                       |                                       |                                       |                                       |                                       |                                       |                                  |                                  |                                  |                                  |                               |                               |                               |                               |  |  |  |  |  |  |  |  |  |  |  |  |  |  |  |  |  |  |  |  |  |  |  |  |  |  |  |  |  |  |
|                               |                               |                               |                               | Daišan 1583–1648 książę Lie Li | Daišan 1583–1648 książę Lie Li | Daišan 1583–1648 książę Lie Li | Daišan 1583–1648 książę Lie Li | Daišan 1583–1648 książę Lie Li              | Daišan 1583–1648 książę Lie Li              |                                             |                                             |                                             |                                             |                                   |                                   |                                                 |                                                 |                                                 |                                                 | Hong Taiji 1592–1643                            | Hong Taiji 1592–1643                            | Hong Taiji 1592–1643        | Hong Taiji 1592–1643        | Hong Taiji 1592–1643                | Hong Taiji 1592–1643                |                                     |                                     | Dorgon 1612–1650 książę Zhong Rui   | Dorgon 1612–1650 książę Zhong Rui   | Dorgon 1612–1650 książę Zhong Rui | Dorgon 1612–1650 książę Zhong Rui | Dorgon 1612–1650 książę Zhong Rui | Dorgon 1612–1650 książę Zhong Rui |                                   |                                   | Dodo 1614–1649 książę Tong Yu     | Dodo 1614–1649 książę Tong Yu     | Dodo 1614–1649 książę Tong Yu | Dodo 1614–1649 książę Tong Yu | Dodo 1614–1649 książę Tong Yu     | Dodo 1614–1649 książę Tong Yu     |                                   |                                   | Jirgalang 1599–1655 książę Xian Zheng | Jirgalang 1599–1655 książę Xian Zheng | Jirgalang 1599–1655 książę Xian Zheng | Jirgalang 1599–1655 książę Xian Zheng | Jirgalang 1599–1655 książę Xian Zheng | Jirgalang 1599–1655 książę Xian Zheng |                                  |                                  |                                  |                                  |                               |                               |                               |                               |  |  |  |  |  |  |  |  |  |  |  |  |  |  |  |  |  |  |  |  |  |  |  |  |  |  |  |  |  |  |
|                               |                               |                               |                               | Daišan 1583–1648 książę Lie Li | Daišan 1583–1648 książę Lie Li | Daišan 1583–1648 książę Lie Li | Daišan 1583–1648 książę Lie Li | Daišan 1583–1648 książę Lie Li              | Daišan 1583–1648 książę Lie Li              |                                             |                                             |                                             |                                             |                                   |                                   |                                                 |                                                 |                                                 |                                                 | Hong Taiji 1592–1643                            | Hong Taiji 1592–1643                            | Hong Taiji 1592–1643        | Hong Taiji 1592–1643        | Hong Taiji 1592–1643                | Hong Taiji 1592–1643                |                                     |                                     | Dorgon 1612–1650 książę Zhong Rui   | Dorgon 1612–1650 książę Zhong Rui   | Dorgon 1612–1650 książę Zhong Rui | Dorgon 1612–1650 książę Zhong Rui | Dorgon 1612–1650 książę Zhong Rui | Dorgon 1612–1650 książę Zhong Rui |                                   |                                   | Dodo 1614–1649 książę Tong Yu     | Dodo 1614–1649 książę Tong Yu     | Dodo 1614–1649 książę Tong Yu | Dodo 1614–1649 książę Tong Yu | Dodo 1614–1649 książę Tong Yu     | Dodo 1614–1649 książę Tong Yu     |                                   |                                   | Jirgalang 1599–1655 książę Xian Zheng | Jirgalang 1599–1655 książę Xian Zheng | Jirgalang 1599–1655 książę Xian Zheng | Jirgalang 1599–1655 książę Xian Zheng | Jirgalang 1599–1655 książę Xian Zheng | Jirgalang 1599–1655 książę Xian Zheng |                                  |                                  |                                  |                                  |                               |                               |                               |                               |  |  |  |  |  |  |  |  |  |  |  |  |  |  |  |  |  |  |  |  |  |  |  |  |  |  |  |  |  |  |
|                               |                               |                               |                               |                                |                                |                                |                                |                                             |                                             |                                             |                                             |                                             |                                             |                                   |                                   |                                                 |                                                 |                                                 |                                                 |                                                 |                                                 |                             |                             |                                     |                                     |                                     |                                     |                                     |                                     |                                   |                                   |                                   |                                   |                                   |                                   |                                   |                                   |                               |                               |                                   |                                   |                                   |                                   |                                       |                                       |                                       |                                       |                                       |                                       |                                  |                                  |                                  |                                  |                               |                               |                               |                               |  |  |  |  |  |  |  |  |  |  |  |  |  |  |  |  |  |  |  |  |  |  |  |  |  |  |  |  |  |  |
| Yuetuo 1599–1639 książę Keqin | Yuetuo 1599–1639 książę Keqin | Yuetuo 1599–1639 książę Keqin | Yuetuo 1599–1639 książę Keqin | Yuetuo 1599–1639 książę Keqin  | Yuetuo 1599–1639 książę Keqin  |                                |                                | Sahalin 1604–1636 książę Yi Ying            | Sahalin 1604–1636 książę Yi Ying            | Sahalin 1604–1636 książę Yi Ying            | Sahalin 1604–1636 książę Yi Ying            | Sahalin 1604–1636 książę Yi Ying            | Sahalin 1604–1636 książę Yi Ying            |                                   |                                   | Hooge 1609–1647 książę Wu Su 肃武亲王           | Hooge 1609–1647 książę Wu Su 肃武亲王           | Hooge 1609–1647 książę Wu Su 肃武亲王           | Hooge 1609–1647 książę Wu Su 肃武亲王           | Hooge 1609–1647 książę Wu Su 肃武亲王           | Hooge 1609–1647 książę Wu Su 肃武亲王           |                             |                             | Shuosai 1627–1654 książę Yu Chengze | Shuosai 1627–1654 książę Yu Chengze | Shuosai 1627–1654 książę Yu Chengze | Shuosai 1627–1654 książę Yu Chengze | Shuosai 1627–1654 książę Yu Chengze | Shuosai 1627–1654 książę Yu Chengze |                                   |                                   | Shunzhi 1644–1661                 | Shunzhi 1644–1661                 | Shunzhi 1644–1661                 | Shunzhi 1644–1661                 | Shunzhi 1644–1661                 | Shunzhi 1644–1661                 |                               |                               |                                   |                                   |                                   |                                   |                                       |                                       |                                       |                                       |                                       |                                       |                                  |                                  |                                  |                                  |                               |                               |                               |                               |  |  |  |  |  |  |  |  |  |  |  |  |  |  |  |  |  |  |  |  |  |  |  |  |  |  |  |  |  |  |
| Yuetuo 1599–1639 książę Keqin | Yuetuo 1599–1639 książę Keqin | Yuetuo 1599–1639 książę Keqin | Yuetuo 1599–1639 książę Keqin | Yuetuo 1599–1639 książę Keqin  | Yuetuo 1599–1639 książę Keqin  |                                |                                | Sahalin 1604–1636 książę Yi Ying            | Sahalin 1604–1636 książę Yi Ying            | Sahalin 1604–1636 książę Yi Ying            | Sahalin 1604–1636 książę Yi Ying            | Sahalin 1604–1636 książę Yi Ying            | Sahalin 1604–1636 książę Yi Ying            |                                   |                                   | Hooge 1609–1647 książę Wu Su 肃武亲王           | Hooge 1609–1647 książę Wu Su 肃武亲王           | Hooge 1609–1647 książę Wu Su 肃武亲王           | Hooge 1609–1647 książę Wu Su 肃武亲王           | Hooge 1609–1647 książę Wu Su 肃武亲王           | Hooge 1609–1647 książę Wu Su 肃武亲王           |                             |                             | Shuosai 1627–1654 książę Yu Chengze | Shuosai 1627–1654 książę Yu Chengze | Shuosai 1627–1654 książę Yu Chengze | Shuosai 1627–1654 książę Yu Chengze | Shuosai 1627–1654 książę Yu Chengze | Shuosai 1627–1654 książę Yu Chengze |                                   |                                   | Shunzhi 1644–1661                 | Shunzhi 1644–1661                 | Shunzhi 1644–1661                 | Shunzhi 1644–1661                 | Shunzhi 1644–1661                 | Shunzhi 1644–1661                 |                               |                               |                                   |                                   |                                   |                                   |                                       |                                       |                                       |                                       |                                       |                                       |                                  |                                  |                                  |                                  |                               |                               |                               |                               |  |  |  |  |  |  |  |  |  |  |  |  |  |  |  |  |  |  |  |  |  |  |  |  |  |  |  |  |  |  |
|                               |                               |                               |                               |                                |                                |                                |                                | Lokodhui 1619–1652 książę Gonghui Shuncheng | Lokodhui 1619–1652 książę Gonghui Shuncheng | Lokodhui 1619–1652 książę Gonghui Shuncheng | Lokodhui 1619–1652 książę Gonghui Shuncheng | Lokodhui 1619–1652 książę Gonghui Shuncheng | Lokodhui 1619–1652 książę Gonghui Shuncheng |                                   |                                   |                                                 |                                                 |                                                 |                                                 |                                                 |                                                 |                             |                             |                                     |                                     |                                     |                                     |                                     |                                     |                                   |                                   | Kangxi 1661–1722                  | Kangxi 1661–1722                  | Kangxi 1661–1722                  | Kangxi 1661–1722                  | Kangxi 1661–1722                  | Kangxi 1661–1722                  |                               |                               |                                   |                                   |                                   |                                   |                                       |                                       |                                       |                                       |                                       |                                       |                                  |                                  |                                  |                                  |                               |                               |                               |                               |  |  |  |  |  |  |  |  |  |  |  |  |  |  |  |  |  |  |  |  |  |  |  |  |  |  |  |  |  |  |
|                               |                               |                               |                               |                                |                                |                                |                                | Lokodhui 1619–1652 książę Gonghui Shuncheng | Lokodhui 1619–1652 książę Gonghui Shuncheng | Lokodhui 1619–1652 książę Gonghui Shuncheng | Lokodhui 1619–1652 książę Gonghui Shuncheng | Lokodhui 1619–1652 książę Gonghui Shuncheng | Lokodhui 1619–1652 książę Gonghui Shuncheng |                                   |                                   |                                                 |                                                 |                                                 |                                                 |                                                 |                                                 |                             |                             |                                     |                                     |                                     |                                     |                                     |                                     |                                   |                                   | Kangxi 1661–1722                  | Kangxi 1661–1722                  | Kangxi 1661–1722                  | Kangxi 1661–1722                  | Kangxi 1661–1722                  | Kangxi 1661–1722                  |                               |                               |                                   |                                   |                                   |                                   |                                       |                                       |                                       |                                       |                                       |                                       |                                  |                                  |                                  |                                  |                               |                               |                               |                               |  |  |  |  |  |  |  |  |  |  |  |  |  |  |  |  |  |  |  |  |  |  |  |  |  |  |  |  |  |  |
|                               |                               |                               |                               |                                |                                |                                |                                |                                             |                                             |                                             |                                             |                                             |                                             |                                   |                                   |                                                 |                                                 |                                                 |                                                 |                                                 |                                                 |                             |                             |                                     |                                     |                                     |                                     |                                     |                                     |                                   |                                   |                                   |                                   |                                   |                                   |                                   |                                   |                               |                               |                                   |                                   |                                   |                                   |                                       |                                       |                                       |                                       |                                       |                                       |                                  |                                  |                                  |                                  |                               |                               |                               |                               |  |  |  |  |  |  |  |  |  |  |  |  |  |  |  |  |  |  |  |  |  |  |  |  |  |  |  |  |  |  |
|                               |                               |                               |                               | Yinreng 1674–1725 książę Mi Li | Yinreng 1674–1725 książę Mi Li | Yinreng 1674–1725 książę Mi Li | Yinreng 1674–1725 książę Mi Li | Yinreng 1674–1725 książę Mi Li              | Yinreng 1674–1725 książę Mi Li              |                                             |                                             | Yinzhi 1677–1732 książę Yin Cheng           | Yinzhi 1677–1732 książę Yin Cheng           | Yinzhi 1677–1732 książę Yin Cheng | Yinzhi 1677–1732 książę Yin Cheng | Yinzhi 1677–1732 książę Yin Cheng               | Yinzhi 1677–1732 książę Yin Cheng               |                                                 |                                                 | Yongzheng 1723–1735                             | Yongzheng 1723–1735                             | Yongzheng 1723–1735         | Yongzheng 1723–1735         | Yongzheng 1723–1735                 | Yongzheng 1723–1735                 |                                     |                                     | Yinsi 1681–1726                     | Yinsi 1681–1726                     | Yinsi 1681–1726                   | Yinsi 1681–1726                   | Yinsi 1681–1726                   | Yinsi 1681–1726                   |                                   |                                   | Yinxiang 1686–1730                | Yinxiang 1686–1730                | Yinxiang 1686–1730            | Yinxiang 1686–1730            | Yinxiang 1686–1730                | Yinxiang 1686–1730                |                                   |                                   | Yunti 1688–1756 książę Qin Xun        | Yunti 1688–1756 książę Qin Xun        | Yunti 1688–1756 książę Qin Xun        | Yunti 1688–1756 książę Qin Xun        | Yunti 1688–1756 książę Qin Xun        | Yunti 1688–1756 książę Qin Xun        |                                  |                                  | Yinli 1697–1738 książę Yi Guo    | Yinli 1697–1738 książę Yi Guo    | Yinli 1697–1738 książę Yi Guo | Yinli 1697–1738 książę Yi Guo | Yinli 1697–1738 książę Yi Guo | Yinli 1697–1738 książę Yi Guo |  |  |  |  |  |  |  |  |  |  |  |  |  |  |  |  |  |  |  |  |  |  |  |  |  |  |  |  |  |  |
|                               |                               |                               |                               | Yinreng 1674–1725 książę Mi Li | Yinreng 1674–1725 książę Mi Li | Yinreng 1674–1725 książę Mi Li | Yinreng 1674–1725 książę Mi Li | Yinreng 1674–1725 książę Mi Li              | Yinreng 1674–1725 książę Mi Li              |                                             |                                             | Yinzhi 1677–1732 książę Yin Cheng           | Yinzhi 1677–1732 książę Yin Cheng           | Yinzhi 1677–1732 książę Yin Cheng | Yinzhi 1677–1732 książę Yin Cheng | Yinzhi 1677–1732 książę Yin Cheng               | Yinzhi 1677–1732 książę Yin Cheng               |                                                 |                                                 | Yongzheng 1723–1735                             | Yongzheng 1723–1735                             | Yongzheng 1723–1735         | Yongzheng 1723–1735         | Yongzheng 1723–1735                 | Yongzheng 1723–1735                 |                                     |                                     | Yinsi 1681–1726                     | Yinsi 1681–1726                     | Yinsi 1681–1726                   | Yinsi 1681–1726                   | Yinsi 1681–1726                   | Yinsi 1681–1726                   |                                   |                                   | Yinxiang 1686–1730                | Yinxiang 1686–1730                | Yinxiang 1686–1730            | Yinxiang 1686–1730            | Yinxiang 1686–1730                | Yinxiang 1686–1730                |                                   |                                   | Yunti 1688–1756 książę Qin Xun        | Yunti 1688–1756 książę Qin Xun        | Yunti 1688–1756 książę Qin Xun        | Yunti 1688–1756 książę Qin Xun        | Yunti 1688–1756 książę Qin Xun        | Yunti 1688–1756 książę Qin Xun        |                                  |                                  | Yinli 1697–1738 książę Yi Guo    | Yinli 1697–1738 książę Yi Guo    | Yinli 1697–1738 książę Yi Guo | Yinli 1697–1738 książę Yi Guo | Yinli 1697–1738 książę Yi Guo | Yinli 1697–1738 książę Yi Guo |  |  |  |  |  |  |  |  |  |  |  |  |  |  |  |  |  |  |  |  |  |  |  |  |  |  |  |  |  |  |
|                               |                               |                               |                               |                                |                                |                                |                                |                                             |                                             |                                             |                                             |                                             |                                             |                                   |                                   |                                                 |                                                 |                                                 |                                                 |                                                 |                                                 |                             |                             |                                     |                                     |                                     |                                     |                                     |                                     |                                   |                                   |                                   |                                   |                                   |                                   |                                   |                                   |                               |                               |                                   |                                   |                                   |                                   |                                       |                                       |                                       |                                       |                                       |                                       |                                  |                                  |                                  |                                  |                               |                               |                               |                               |  |  |  |  |  |  |  |  |  |  |  |  |  |  |  |  |  |  |  |  |  |  |  |  |  |  |  |  |  |  |
|                               |                               |                               |                               |                                |                                |                                |                                |                                             |                                             |                                             |                                             | Hongshi 1704–1727                           | Hongshi 1704–1727                           | Hongshi 1704–1727                 | Hongshi 1704–1727                 | Hongshi 1704–1727                               | Hongshi 1704–1727                               |                                                 |                                                 | Qianlong 乾隆 1735–1796                         | Qianlong 乾隆 1735–1796                         | Qianlong 乾隆 1735–1796     | Qianlong 乾隆 1735–1796     | Qianlong 乾隆 1735–1796             | Qianlong 乾隆 1735–1796             |                                     |                                     | Hongzhou 1712–1765 książę Gong He   | Hongzhou 1712–1765 książę Gong He   | Hongzhou 1712–1765 książę Gong He | Hongzhou 1712–1765 książę Gong He | Hongzhou 1712–1765 książę Gong He | Hongzhou 1712–1765 książę Gong He |                                   |                                   |                                   |                                   |                               |                               |                                   |                                   |                                   |                                   |                                       |                                       |                                       |                                       |                                       |                                       |                                  |                                  |                                  |                                  |                               |                               |                               |                               |  |  |  |  |  |  |  |  |  |  |  |  |  |  |  |  |  |  |  |  |  |  |  |  |  |  |  |  |  |  |
|                               |                               |                               |                               |                                |                                |                                |                                |                                             |                                             |                                             |                                             | Hongshi 1704–1727                           | Hongshi 1704–1727                           | Hongshi 1704–1727                 | Hongshi 1704–1727                 | Hongshi 1704–1727                               | Hongshi 1704–1727                               |                                                 |                                                 | Qianlong 乾隆 1735–1796                         | Qianlong 乾隆 1735–1796                         | Qianlong 乾隆 1735–1796     | Qianlong 乾隆 1735–1796     | Qianlong 乾隆 1735–1796             | Qianlong 乾隆 1735–1796             |                                     |                                     | Hongzhou 1712–1765 książę Gong He   | Hongzhou 1712–1765 książę Gong He   | Hongzhou 1712–1765 książę Gong He | Hongzhou 1712–1765 książę Gong He | Hongzhou 1712–1765 książę Gong He | Hongzhou 1712–1765 książę Gong He |                                   |                                   |                                   |                                   |                               |                               |                                   |                                   |                                   |                                   |                                       |                                       |                                       |                                       |                                       |                                       |                                  |                                  |                                  |                                  |                               |                               |                               |                               |  |  |  |  |  |  |  |  |  |  |  |  |  |  |  |  |  |  |  |  |  |  |  |  |  |  |  |  |  |  |
|                               |                               |                               |                               |                                |                                |                                |                                |                                             |                                             |                                             |                                             |                                             |                                             |                                   |                                   |                                                 |                                                 |                                                 |                                                 |                                                 |                                                 |                             |                             |                                     |                                     |                                     |                                     |                                     |                                     |                                   |                                   |                                   |                                   |                                   |                                   |                                   |                                   |                               |                               |                                   |                                   |                                   |                                   |                                       |                                       |                                       |                                       |                                       |                                       |                                  |                                  |                                  |                                  |                               |                               |                               |                               |  |  |  |  |  |  |  |  |  |  |  |  |  |  |  |  |  |  |  |  |  |  |  |  |  |  |  |  |  |  |
|                               |                               |                               |                               |                                |                                |                                |                                |                                             |                                             |                                             |                                             | Yongqi 1741–1766 książę Chun Rong           | Yongqi 1741–1766 książę Chun Rong           | Yongqi 1741–1766 książę Chun Rong | Yongqi 1741–1766 książę Chun Rong | Yongqi 1741–1766 książę Chun Rong               | Yongqi 1741–1766 książę Chun Rong               |                                                 |                                                 | Jiaqing 1796–1820                               | Jiaqing 1796–1820                               | Jiaqing 1796–1820           | Jiaqing 1796–1820           | Jiaqing 1796–1820                   | Jiaqing 1796–1820                   |                                     |                                     |                                     |                                     |                                   |                                   |                                   |                                   |                                   |                                   |                                   |                                   |                               |                               |                                   |                                   |                                   |                                   |                                       |                                       |                                       |                                       | Yonglin 1766–1820 książę Xi Qing      | Yonglin 1766–1820 książę Xi Qing      | Yonglin 1766–1820 książę Xi Qing | Yonglin 1766–1820 książę Xi Qing | Yonglin 1766–1820 książę Xi Qing | Yonglin 1766–1820 książę Xi Qing |                               |                               |                               |                               |  |  |  |  |  |  |  |  |  |  |  |  |  |  |  |  |  |  |  |  |  |  |  |  |  |  |  |  |  |  |
|                               |                               |                               |                               |                                |                                |                                |                                |                                             |                                             |                                             |                                             | Yongqi 1741–1766 książę Chun Rong           | Yongqi 1741–1766 książę Chun Rong           | Yongqi 1741–1766 książę Chun Rong | Yongqi 1741–1766 książę Chun Rong | Yongqi 1741–1766 książę Chun Rong               | Yongqi 1741–1766 książę Chun Rong               |                                                 |                                                 | Jiaqing 1796–1820                               | Jiaqing 1796–1820                               | Jiaqing 1796–1820           | Jiaqing 1796–1820           | Jiaqing 1796–1820                   | Jiaqing 1796–1820                   |                                     |                                     |                                     |                                     |                                   |                                   |                                   |                                   |                                   |                                   |                                   |                                   |                               |                               |                                   |                                   |                                   |                                   |                                       |                                       |                                       |                                       | Yonglin 1766–1820 książę Xi Qing      | Yonglin 1766–1820 książę Xi Qing      | Yonglin 1766–1820 książę Xi Qing | Yonglin 1766–1820 książę Xi Qing | Yonglin 1766–1820 książę Xi Qing | Yonglin 1766–1820 książę Xi Qing |                               |                               |                               |                               |  |  |  |  |  |  |  |  |  |  |  |  |  |  |  |  |  |  |  |  |  |  |  |  |  |  |  |  |  |  |
|                               |                               |                               |                               |                                |                                |                                |                                |                                             |                                             |                                             |                                             |                                             |                                             |                                   |                                   |                                                 |                                                 |                                                 |                                                 | Daoguang 道光 1820-1850                         | Daoguang 道光 1820-1850                         | Daoguang 道光 1820-1850     | Daoguang 道光 1820-1850     | Daoguang 道光 1820-1850             | Daoguang 道光 1820-1850             |                                     |                                     |                                     |                                     |                                   |                                   |                                   |                                   |                                   |                                   |                                   |                                   |                               |                               |                                   |                                   |                                   |                                   |                                       |                                       |                                       |                                       | Mianxing                              | Mianxing                              | Mianxing                         | Mianxing                         | Mianxing                         | Mianxing                         |                               |                               |                               |                               |  |  |  |  |  |  |  |  |  |  |  |  |  |  |  |  |  |  |  |  |  |  |  |  |  |  |  |  |  |  |
|                               |                               |                               |                               |                                |                                |                                |                                |                                             |                                             |                                             |                                             |                                             |                                             |                                   |                                   |                                                 |                                                 |                                                 |                                                 | Daoguang 道光 1820-1850                         | Daoguang 道光 1820-1850                         | Daoguang 道光 1820-1850     | Daoguang 道光 1820-1850     | Daoguang 道光 1820-1850             | Daoguang 道光 1820-1850             |                                     |                                     |                                     |                                     |                                   |                                   |                                   |                                   |                                   |                                   |                                   |                                   |                               |                               |                                   |                                   |                                   |                                   |                                       |                                       |                                       |                                       | Mianxing                              | Mianxing                              | Mianxing                         | Mianxing                         | Mianxing                         | Mianxing                         |                               |                               |                               |                               |  |  |  |  |  |  |  |  |  |  |  |  |  |  |  |  |  |  |  |  |  |  |  |  |  |  |  |  |  |  |
|                               |                               |                               |                               |                                |                                |                                |                                |                                             |                                             |                                             |                                             |                                             |                                             |                                   |                                   |                                                 |                                                 |                                                 |                                                 |                                                 |                                                 |                             |                             |                                     |                                     |                                     |                                     |                                     |                                     |                                   |                                   |                                   |                                   |                                   |                                   |                                   |                                   |                               |                               |                                   |                                   |                                   |                                   |                                       |                                       |                                       |                                       |                                       |                                       |                                  |                                  |                                  |                                  |                               |                               |                               |                               |  |  |  |  |  |  |  |  |  |  |  |  |  |  |  |  |  |  |  |  |  |  |  |  |  |  |  |  |  |  |
|                               |                               |                               |                               |                                |                                |                                |                                |                                             |                                             |                                             |                                             |                                             |                                             |                                   |                                   | Xianfeng 1850–1861                              | Xianfeng 1850–1861                              | Xianfeng 1850–1861                              | Xianfeng 1850–1861                              | Xianfeng 1850–1861                              | Xianfeng 1850–1861                              |                             |                             | Yicong 1831–1889 książę Ke Dun      | Yicong 1831–1889 książę Ke Dun      | Yicong 1831–1889 książę Ke Dun      | Yicong 1831–1889 książę Ke Dun      | Yicong 1831–1889 książę Ke Dun      | Yicong 1831–1889 książę Ke Dun      |                                   |                                   | Yixin 1833–1898 książę Zhong Gong | Yixin 1833–1898 książę Zhong Gong | Yixin 1833–1898 książę Zhong Gong | Yixin 1833–1898 książę Zhong Gong | Yixin 1833–1898 książę Zhong Gong | Yixin 1833–1898 książę Zhong Gong |                               |                               | Yixuan 1840–1891 książę Xian Chun | Yixuan 1840–1891 książę Xian Chun | Yixuan 1840–1891 książę Xian Chun | Yixuan 1840–1891 książę Xian Chun | Yixuan 1840–1891 książę Xian Chun     | Yixuan 1840–1891 książę Xian Chun     |                                       |                                       | Yikuang 1838–1917 książę Mi Qing      | Yikuang 1838–1917 książę Mi Qing      | Yikuang 1838–1917 książę Mi Qing | Yikuang 1838–1917 książę Mi Qing | Yikuang 1838–1917 książę Mi Qing | Yikuang 1838–1917 książę Mi Qing |                               |                               |                               |                               |  |  |  |  |  |  |  |  |  |  |  |  |  |  |  |  |  |  |  |  |  |  |  |  |  |  |  |  |  |  |
|                               |                               |                               |                               |                                |                                |                                |                                |                                             |                                             |                                             |                                             |                                             |                                             |                                   |                                   | Xianfeng 1850–1861                              | Xianfeng 1850–1861                              | Xianfeng 1850–1861                              | Xianfeng 1850–1861                              | Xianfeng 1850–1861                              | Xianfeng 1850–1861                              |                             |                             | Yicong 1831–1889 książę Ke Dun      | Yicong 1831–1889 książę Ke Dun      | Yicong 1831–1889 książę Ke Dun      | Yicong 1831–1889 książę Ke Dun      | Yicong 1831–1889 książę Ke Dun      | Yicong 1831–1889 książę Ke Dun      |                                   |                                   | Yixin 1833–1898 książę Zhong Gong | Yixin 1833–1898 książę Zhong Gong | Yixin 1833–1898 książę Zhong Gong | Yixin 1833–1898 książę Zhong Gong | Yixin 1833–1898 książę Zhong Gong | Yixin 1833–1898 książę Zhong Gong |                               |                               | Yixuan 1840–1891 książę Xian Chun | Yixuan 1840–1891 książę Xian Chun | Yixuan 1840–1891 książę Xian Chun | Yixuan 1840–1891 książę Xian Chun | Yixuan 1840–1891 książę Xian Chun     | Yixuan 1840–1891 książę Xian Chun     |                                       |                                       | Yikuang 1838–1917 książę Mi Qing      | Yikuang 1838–1917 książę Mi Qing      | Yikuang 1838–1917 książę Mi Qing | Yikuang 1838–1917 książę Mi Qing | Yikuang 1838–1917 książę Mi Qing | Yikuang 1838–1917 książę Mi Qing |                               |                               |                               |                               |  |  |  |  |  |  |  |  |  |  |  |  |  |  |  |  |  |  |  |  |  |  |  |  |  |  |  |  |  |  |
|                               |                               |                               |                               |                                |                                |                                |                                |                                             |                                             |                                             |                                             |                                             |                                             |                                   |                                   |                                                 |                                                 |                                                 |                                                 |                                                 |                                                 |                             |                             |                                     |                                     |                                     |                                     |                                     |                                     |                                   |                                   |                                   |                                   |                                   |                                   |                                   |                                   |                               |                               |                                   |                                   |                                   |                                   |                                       |                                       |                                       |                                       |                                       |                                       |                                  |                                  |                                  |                                  |                               |                               |                               |                               |  |  |  |  |  |  |  |  |  |  |  |  |  |  |  |  |  |  |  |  |  |  |  |  |  |  |  |  |  |  |
|                               |                               |                               |                               |                                |                                |                                |                                |                                             |                                             |                                             |                                             |                                             |                                             |                                   |                                   | Zaichun 載淳 1856-1875 Tongzhi Muzong 1861–1875 | Zaichun 載淳 1856-1875 Tongzhi Muzong 1861–1875 | Zaichun 載淳 1856-1875 Tongzhi Muzong 1861–1875 | Zaichun 載淳 1856-1875 Tongzhi Muzong 1861–1875 | Zaichun 載淳 1856-1875 Tongzhi Muzong 1861–1875 | Zaichun 載淳 1856-1875 Tongzhi Muzong 1861–1875 |                             |                             |                                     |                                     |                                     |                                     |                                     |                                     |                                   |                                   | Guangxu 1875–1908                 | Guangxu 1875–1908                 | Guangxu 1875–1908                 | Guangxu 1875–1908                 | Guangxu 1875–1908                 | Guangxu 1875–1908                 |                               |                               | Zaifeng 1883–1951 książę Chun     | Zaifeng 1883–1951 książę Chun     | Zaifeng 1883–1951 książę Chun     | Zaifeng 1883–1951 książę Chun     | Zaifeng 1883–1951 książę Chun         | Zaifeng 1883–1951 książę Chun         |                                       |                                       |                                       |                                       |                                  |                                  |                                  |                                  |                               |                               |                               |                               |  |  |  |  |  |  |  |  |  |  |  |  |  |  |  |  |  |  |  |  |  |  |  |  |  |  |  |  |  |  |
|                               |                               |                               |                               |                                |                                |                                |                                |                                             |                                             |                                             |                                             |                                             |                                             |                                   |                                   | Zaichun 載淳 1856-1875 Tongzhi Muzong 1861–1875 | Zaichun 載淳 1856-1875 Tongzhi Muzong 1861–1875 | Zaichun 載淳 1856-1875 Tongzhi Muzong 1861–1875 | Zaichun 載淳 1856-1875 Tongzhi Muzong 1861–1875 | Zaichun 載淳 1856-1875 Tongzhi Muzong 1861–1875 | Zaichun 載淳 1856-1875 Tongzhi Muzong 1861–1875 |                             |                             |                                     |                                     |                                     |                                     |                                     |                                     |                                   |                                   | Guangxu 1875–1908                 | Guangxu 1875–1908                 | Guangxu 1875–1908                 | Guangxu 1875–1908                 | Guangxu 1875–1908                 | Guangxu 1875–1908                 |                               |                               | Zaifeng 1883–1951 książę Chun     | Zaifeng 1883–1951 książę Chun     | Zaifeng 1883–1951 książę Chun     | Zaifeng 1883–1951 książę Chun     | Zaifeng 1883–1951 książę Chun         | Zaifeng 1883–1951 książę Chun         |                                       |                                       |                                       |                                       |                                  |                                  |                                  |                                  |                               |                               |                               |                               |  |  |  |  |  |  |  |  |  |  |  |  |  |  |  |  |  |  |  |  |  |  |  |  |  |  |  |  |  |  |
|                               |                               |                               |                               |                                |                                |                                |                                |                                             |                                             |                                             |                                             |                                             |                                             |                                   |                                   |                                                 |                                                 |                                                 |                                                 |                                                 |                                                 |                             |                             |                                     |                                     |                                     |                                     |                                     |                                     |                                   |                                   |                                   |                                   |                                   |                                   |                                   |                                   |                               |                               |                                   |                                   |                                   |                                   |                                       |                                       |                                       |                                       |                                       |                                       |                                  |                                  |                                  |                                  |                               |                               |                               |                               |  |  |  |  |  |  |  |  |  |  |  |  |  |  |  |  |  |  |  |  |  |  |  |  |  |  |  |  |  |  |
|                               |                               |                               |                               |                                |                                |                                |                                |                                             |                                             |                                             |                                             |                                             |                                             |                                   |                                   |                                                 |                                                 |                                                 |                                                 |                                                 |                                                 |                             |                             |                                     |                                     |                                     |                                     |                                     |                                     |                                   |                                   | Puyi 1908–1912                    | Puyi 1908–1912                    | Puyi 1908–1912                    | Puyi 1908–1912                    | Puyi 1908–1912                    | Puyi 1908–1912                    |                               |                               | Pujie 1907–1994                   | Pujie 1907–1994                   | Pujie 1907–1994                   | Pujie 1907–1994                   | Pujie 1907–1994                       | Pujie 1907–1994                       |                                       |                                       | Puren 1918–2015                       | Puren 1918–2015                       | Puren 1918–2015                  | Puren 1918–2015                  | Puren 1918–2015                  | Puren 1918–2015                  |                               |                               |                               |                               |  |  |  |  |  |  |  |  |  |  |  |  |  |  |  |  |  |  |  |  |  |  |  |  |  |  |  |  |  |  |